# Auschwitz-Birkenau

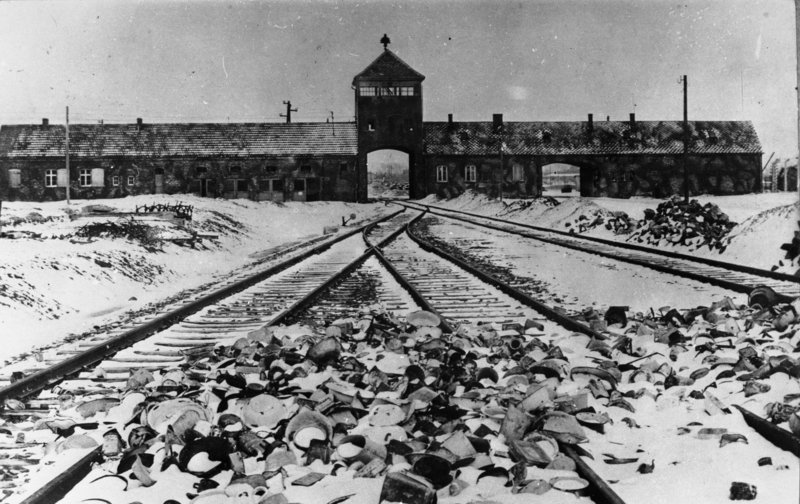
Tory kolejowe, wartownia i brama główna Auschwitz II (Birkenau), widok z rampy wewnątrz obozu, 1945

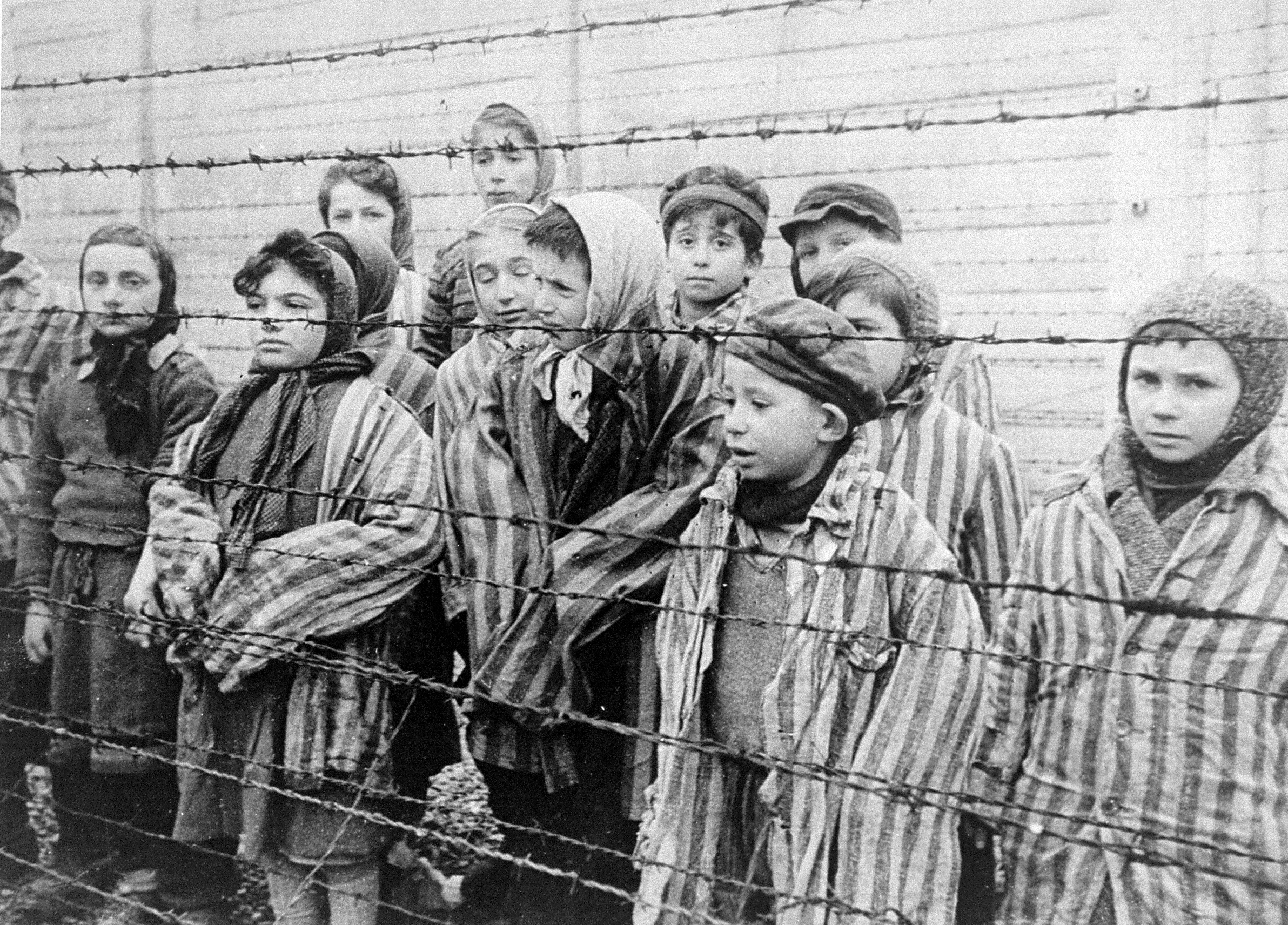
Dzieci za drutami obozu. Kadr z filmu sowieckiego dokumentującego wyzwolenie Auschwitz

Konzentrationslager Auschwitz, w szczególności KL Auschwitz I (Stammlager), KL Birkenau (Auschwitz II) i KL Monowitz (Auschwitz III) – zespół niemieckich nazistowskich obozów koncentracyjnych i obozu zagłady, działający w latach 1940–1945 w Oświęcimiu (niem. Auschwitz) i pobliskich miejscowościach; symbol Zagłady Żydów, nazywany też „fabryką śmierci”. Jako jedyny niemiecki obóz koncentracyjny został wpisany na listę światowego dziedzictwa UNESCO (1979) pod nazwą Auschwitz-Birkenau. Niemiecki nazistowski obóz koncentracyjny i zagłady (1940–1945). W części obozu utworzono Państwowe Muzeum Auschwitz-Birkenau w Oświęcimiu (1947), pomnik i instytucję kultury dokumentującą zbrodnie niemieckie w okupowanej Polsce.
Nazwy Auschwitz, Birkenau i Monowitz są niemieckimi odpowiednikami polskich nazw Oświęcim, Brzezinka i Monowice, stosowanymi po agresji Niemiec na Polskę w 1939 roku i aneksji tych ziem przez III Rzeszę. Oświęcim dekretem przywódcy III Rzeszy Adolfa Hitlera z 8 października 1939 został wcielony do III Rzeszy i znalazł się w granicach tego, co okupant nazywał Wielkimi Niemcami, w powiecie bielskim (Landkreis Bielitz) rejencji katowickiej (Regierungsbezirk Kattowitz) prowincji Górnego Śląska (Provinz Oberschlesien). Administracyjnie na szczeblu lokalnym podlegał pod Amtsbezirk Auschwitz. W 1940 roku na tych terenach władze niemieckie utworzyły obóz przeznaczony początkowo do osadzania więźniów politycznych i opozycji, głównie Polaków. Rozbudowywany był potem stopniowo, ostatecznie stając się głównym miejscem masowej eksterminacji około 1,1 miliona Żydów z całej Europy, a także 140–150 tysięcy etnicznych Polaków, około 23 tysięcy Romów, około 12 tysięcy jeńców radzieckich oraz ofiar innych narodowości.

## Powstanie obozu
Pomysł utworzenia obozu w Oświęcimiu zrodził się we Wrocławiu w ówczesnym Urzędzie Wyższego Dowódcy SS i Policji Nadokręgu „Südost” (niem. der Höhere SS und Polizeiführer Südost). Na czele tego urzędu stał wtedy SS-Gruppenführer Erich von dem Bach-Zelewski. Pod koniec 1939 roku SS-Oberführer Arpad Wigand, pełniący tam funkcję inspektora policji bezpieczeństwa i służby bezpieczeństwa (Inspekteur der Sicherheitspolizei und des Sicherheitsdienstes), wystąpił z propozycją, by wobec przepełnionych więzień na Górnym Śląsku oraz w Zagłębiu Dąbrowskim utworzyć nowy obóz, przy czym wskazał Oświęcim jako miejsce, które nadaje się do adaptacji na terenach istniejącego tam od jesieni 1939 roku przejściowego obozu jenieckiego Wehrmachtu, w miejscu przedwojennych koszar Wojska Polskiego, w widłach rzek Wisły i Soły. Uzasadniał to dogodnym usytuowaniem oraz połączeniami kolejowymi z Górnym Śląskiem, Generalnym Gubernatorstwem, a także Austrią i innymi krajami.
W styczniu 1940 roku SS-Oberführer Richard Glücks wysłał na miejsce specjalną komisję, której przewodniczył SS-Sturmbannführer Walter Eisfeld – komendant obozu Sachsenhausen – ta wydała opinię, że teren nie nadaje się na obóz. Mimo tego 25 stycznia 1940 roku szef Głównego Urzędu SS (działu Urzędu we Wrocławiu) powiadomił Reichsführera SS Heinricha Himmlera, że zostanie tam urządzony obóz na wzór państwowego obozu koncentracyjnego. 21 lutego 1940 roku SS-Oberführer Richard Glücks powiadomił Himmlera, że w wyniku ustaleń po modyfikacjach teren ten nadaje się na obóz kwarantanny (Quarantänelager geeignet), przed przewiezieniem więźniów w głąb Rzeszy.
Po podpisaniu umowy przez Wehrmacht i SS o przekazaniu obiektu w dniach 18–19 kwietnia 1940 roku do Oświęcimia przybyła specjalna komisja pod przewodnictwem SS-Hauptsturmführera Rudolfa Hößa. Na podstawie złożonego raportu Heinrich Himmler wydał 27 kwietnia 1940 roku rozkaz założenia obozu. Dwa dni później inspektor obozów koncentracyjnych SS-Oberführer Glücks powierzył Rudolfowi Hößowi obowiązki komendanta przyszłego obozu. Rudolf Höß przybył do Oświęcimia 30 kwietnia, a 4 maja został oficjalnie mianowany komendantem.

## Zarząd i personel obozu
Obóz koncentracyjny Auschwitz-Birkenau, podobnie jak inne niemieckie obozy koncentracyjne w Europie, podlegał zarządowi SS. Od 1942 roku był bezpośrednio podporządkowany Inspektion der Konzentrationslager (pol. Inspektorat Obozów Koncentracyjnych), którym zarządzał SS-Wirtschafts- und Verwaltungshauptamt (pol. Główny Urząd Gospodarki oraz Administracji SS).
Przez cały okres istnienia obozu w Auschwitz przewinęło się przez niego ok. 8100–8200 esesmanów – członków specjalnie powołanej do zarządzania obozami koncentracyjnymi formacji SS-Totenkopfverbände – oraz ok. 200 nadzorczyń SS. Liczba personelu zmieniała się w czasie i rosła wraz z rozbudową obozu. Część osób pełniła w nim stałą służbę do końca funkcjonowania obozu, jednak wielu strażników po pewnym czasie odsyłano do innych niemieckich obozów koncentracyjnych, istniejących na terenie całej okupowanej Europy.
Komendantami byli kolejno:
- SS-Obersturmbannführer Rudolf Höß – 1940–1943;
- SS-Obersturmbannführer Arthur Liebehenschel – 1943–1944;
- SS-Sturmbannführer Richard Baer – 1944–1945.

## Struktura obozu
W skład kompleksu KL Auschwitz w miarę jego rozbudowy weszły:
- Auschwitz I (Oświęcim) – pierwszy obóz (tzw. „obóz macierzysty”), głównie pracy przymusowej, pełniący również funkcję centrum zarządzającego dla całego kompleksu;
- Auschwitz II – Birkenau (Brzezinka) – początkowo obóz koncentracyjny, potem także miejsce masowej eksterminacji, w którym umieszczono komory gazowe i krematoria;
- Auschwitz III Monowitz (Monowice) – obóz pracy przymusowej w zakładach Buna-Werke koncernu IG Farben.

## Obozy kompleksu KL Auschwitz

### Auschwitz I

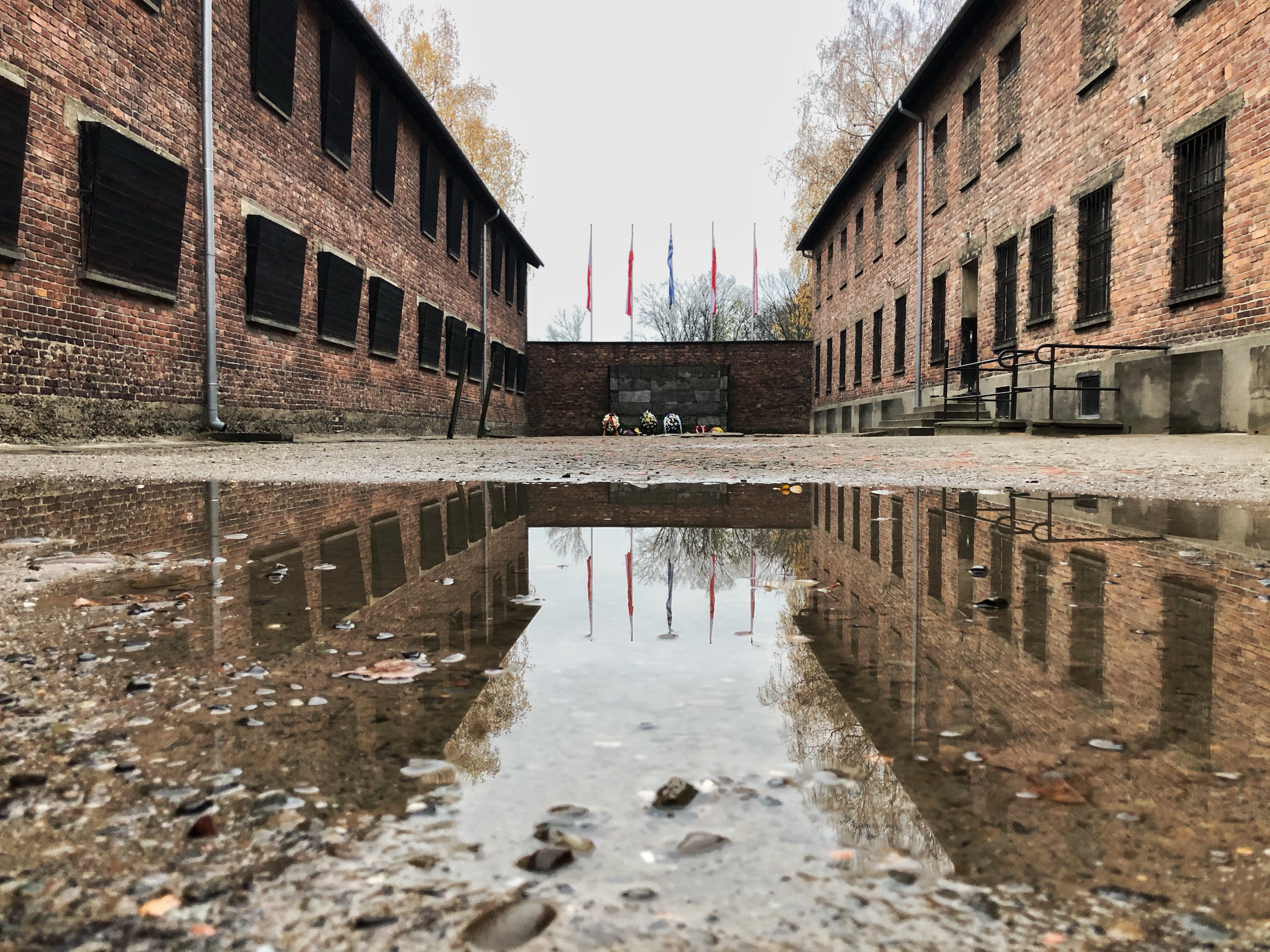
Ściana Śmierci Bloku 11.

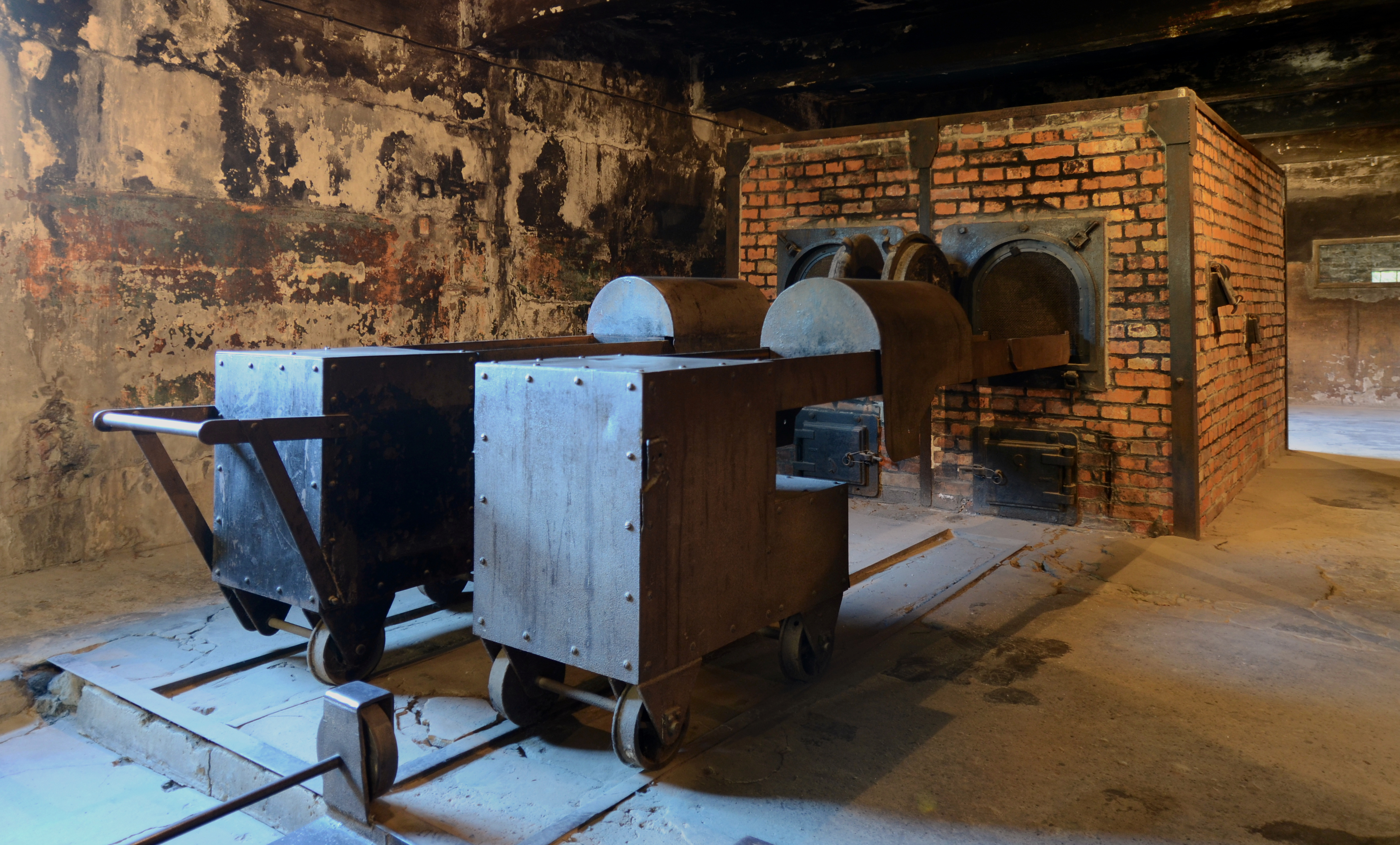
Krematorium

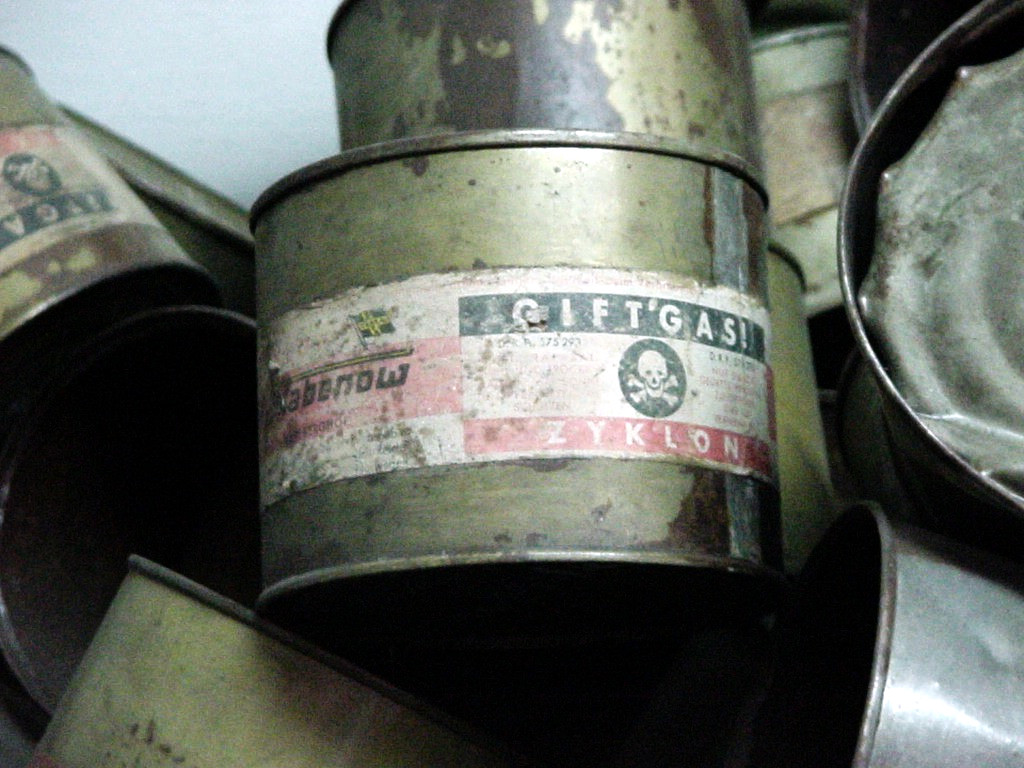
Pusta puszka po gazie cyklon B

Pierwszy, potem główny obóz zespołu i jego centrum zarządcze, znany też jako Stammlager (obóz macierzysty), istniał na terenie opuszczonych austriackich, następnie polskich koszar artyleryjskich, w dwudziestu dwu ceglanych budynkach (8 dwu- i 14 jednopiętrowych), powiększonych o osiem dalszych bloków dwupiętrowych, zbudowanych siłami więźniów, otoczonych dużym łańcuchem straży oraz wyludnionym tzw. obszarem interesów obozu (40 km²). 20 maja przywieziono do obozu 30 więźniów przestępców kryminalnych narodowości niemieckiej, wybranych na żądanie Hößa z obozu w Sachsenhausen. Oznaczono ich numerami od 1 do 30 i osadzono w bloku nr 1. Jako więźniowie funkcyjni przeznaczeni byli do nadzoru nad więźniami. Do obozu skierowano również 15 SS-manów z kawaleryjskiego oddziału SS w Krakowie jako członków przyszłej załogi.
Początkowo obóz był przeznaczony głównie do przetrzymywania polskich inteligentów oraz Polaków walczących z okupantem. Jego powstanie związane było z narastającym polskim ruchem oporu, który był zwalczany przez nazistów bezwzględnym terrorem, co szybko doprowadziło do przepełnienia istniejących więzień. Osadzono w nim wielu młodych ludzi, którzy próbowali przyłączyć się do ruchu oporu lub nielegalnie przekroczyć granicę w celu przyłączenia się do armii polskiej. Następnie kierowano tu także pospolitych niemieckich przestępców kryminalnych, radzieckich jeńców wojennych, księży, Żydów, tzw. elementy antyspołeczne, w mniejszym stopniu również niemieckich homoseksualistów. Liczba przetrzymywanych jednorazowo wahała się od kilku do kilkunastu tysięcy, rzadko przekraczając 20 tysięcy więźniów.
Pierwsza grupa 30 więźniów niemieckich stanowiła zaczątek funkcyjnej kadry obozowej (kapo, blokowi). Pierwszy masowy transport do Auschwitz odbył się 14 czerwca 1940. Przywieziono wtedy wagonami kolejowymi drugiej klasy z więzienia w Tarnowie 728 więźniów politycznych – byli to Polacy oraz kilku polskich Żydów. Otrzymali oni numery od 31 (przypadł Stanisławowi Ryniakowi) do 758. Wojnę przeżyło 239 z nich.
Więźniowie byli zmuszani do rozbudowy obozu. Do 22 bloków dobudowano z czasem siłami więźniów kolejnych osiem bloków, a do bloków parterowych dobudowano piętro. Wokół obozu utworzono mały i duży łańcuch straży oraz wyludniony tzw. obszar interesów obozu (40 km²).
W marcu 1941 po raz pierwszy obóz wizytował Himmler – zdecydował wtedy o jego rozbudowie, tak aby mógł pomieścić 30 tysięcy więźniów (wcześniej obóz planowano na ok. 10 tysięcy), a także wydał rozkazy o rozpoczęciu budowy obozu Auschwitz II w odległej o trzy kilometry od KL Auschwitz wsi Brzezinka. Początkowo miał to być obóz dla jeńców (przygotowywano miejsce dla tysięcy jeńców radzieckich), jednak potem plany te zostały zmienione. Jeńców radzieckich do Auschwitz przywieziono ok. 15 tysięcy. W związku z planami rozbudowy przeprowadzono wysiedlenia Polaków z Oświęcimia oraz okolicznych wsi. Na przełomie marca i kwietnia 1941 wysiedleniami objęto Babice, Budy, Rajsko, Brzezinkę, Broszkowice, Pławy i Harmęże. Wsie w większości wyburzono, a nieliczne pozostałe budynki zaadaptowano na potrzeby obozu. W niektórych wsiach utworzono podobozy Auschwitz, zakłady produkcyjne oraz gospodarstwa rolne przeznaczone dla personelu obozowego SS.
Nad bramą wejściową do obozu umieszczony jest napis Arbeit macht frei (pol. Praca czyni wolnym). Trzon napisu stanowią dwie wyprofilowane rury pomiędzy które przyspawano litery wycięte z blachy. Napis wykonali więźniowie z komanda ślusarzy pod kierownictwem Jana Liwacza w kuźni obozowej. Bramy z napisem „Arbeit macht frei” powstały również w innych niemieckich obozach koncentracyjnych, między innymi w Dachau, Groß-Rosen, Sachsenhausen, Theresienstadt, Flossenbürg.
Kolumny więźniów (zestawionych w komanda) wyprowadzanych do pracy i powracających do obozu przekraczały tę bramę często przy dźwiękach obozowej orkiestry symfonicznej. Nieprawdziwe są liczne kadry filmów fabularnych, pokazujące kolumny Żydów, przechodzących przez tę bramę. Zdecydowana większość z nich trafiała do obozu Auschwitz II.
Niektóre bloki i budynki obozowe pełniły w różnych okresach specjalne funkcje:
- Dziewięć bloków (1, 2, 3, 12, 13, 14, 22, 23, 24) od października 1941 do marca 1942 stanowiło odgrodzony obóz dla radzieckich jeńców wojennych (Russisches Kriegsgefangenarbeitslager). Stopniowo umieszczono w nim około 10 000 osób, z których do likwidacji obozu dotrwało mniej niż tysiąc – przeniesiono ich do rozbudowanego obozu w Brzezince.
- Blok 10 stanowił miejsce zbrodniczych eksperymentów medycznych in vivo. Prowadził je dr Carl Clauberg, który poszukiwał szybkiej i taniej metody sterylizacji kobiet.
- Bloki od 1 do 10 w okresie od marca do sierpnia 1942 stanowiły pierwszy obóz kobiecy, który potem został przeniesiony do obozu w Brzezince (najpierw na odcinek BIa, potem na BIa i BIb).
- Blok 11 był wewnętrznym więzieniem, przeznaczonym do odbywania kar za naruszenia prawa obozowego – dotyczyło to zarówno załogi, jak i więźniów. Tylko ci ostatni podlegali egzekucjom przez rozstrzelanie, powieszenie lub zagłodzenie. Znajdowały się tu m.in. tzw. cele stojące, tak małe, że zamknięte w nich po cztery osoby musiały pozostawać w pozycji stojącej przez całą noc, niekiedy wiele nocy z rzędu (powierzchnia celi to niecały metr kwadratowy). Na dziedzińcu bloku 11 oraz na jego piętrze stosowano tzw. karę słupka. Polegała ona na wieszaniu więźniów za wygięte do tyłu ręce. Na parterze bloku mieściły się cele, w których więźniowie czekali na rozstrzelanie pod Ścianą Śmierci, która znajdowała się na dziedzińcu między blokami 11 i 10. Na piętrze bloku 11 znajdowały się pokoje przesłuchań, w których pracowali funkcjonariusze obozowego Gestapo (tzw. Wydziału (Oddziału) Politycznego – niem. Politische Abteilung). We wrześniu 1941 przeprowadzono tu pierwszą próbę zagazowania ludzi (ok. 600 jeńców radzieckich i 250 Polaków ze szpitala obozowego) gazem cyklon B, używanym wcześniej do dezynsekcji. Ponieważ piwnice bloku nie nadawały się na komorę gazową, hitlerowcy przebudowali kostnicę obozową (znajdującą się obok krematorium obozowego) na pierwszą stałą komorę gazową – używano jej od 1941 do 1942 r.
- Blok 24 na rozkaz Himmlera mieścił od lata 1943 obozowy dom publiczny (tzw. puf, zwany także „domem lalek”). Usługi seksualne dla nagrodzonych uprzywilejowanych więźniów świadczyły tu specjalnie wyselekcjonowane kobiety, a także ochotniczki spośród więźniarek. W piwnicach bloku 24 swoją salę prób miała orkiestra obozowa.

Między blokami, wzdłuż osi środkowej, znajdował się plac apelowy. Przy obozie funkcjonowały budynki administracji obozowej, Gestapo oraz komendantura. Tuż za drutami stał dom komendanta wraz z ogrodem – mieszkał w nim razem z rodziną.

### Auschwitz II – Birkenau

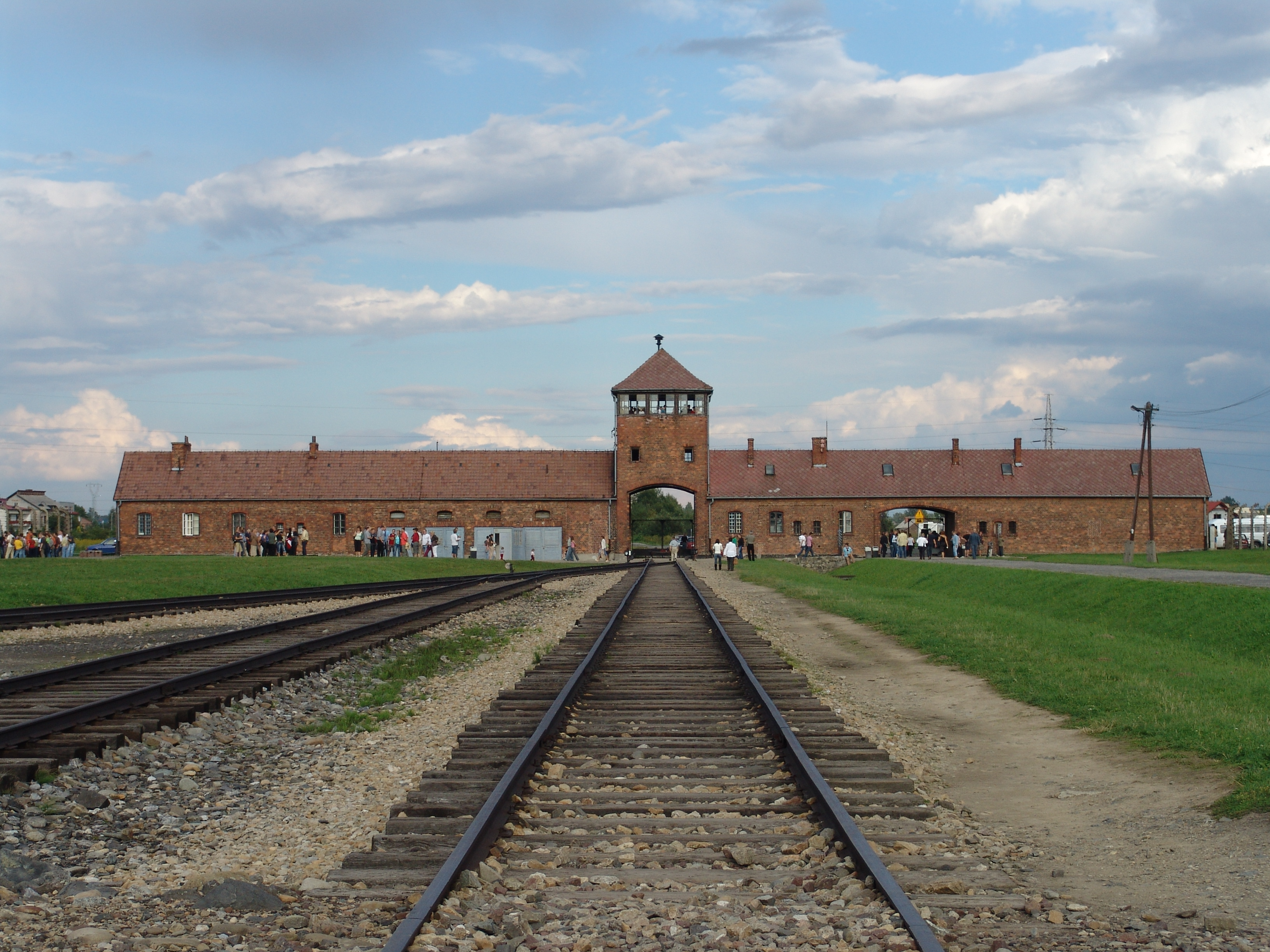
Wartownia i brama główna Auschwitz II (Birkenau), widok z rampy wewnątrz obozu, zdjęcie współczesne

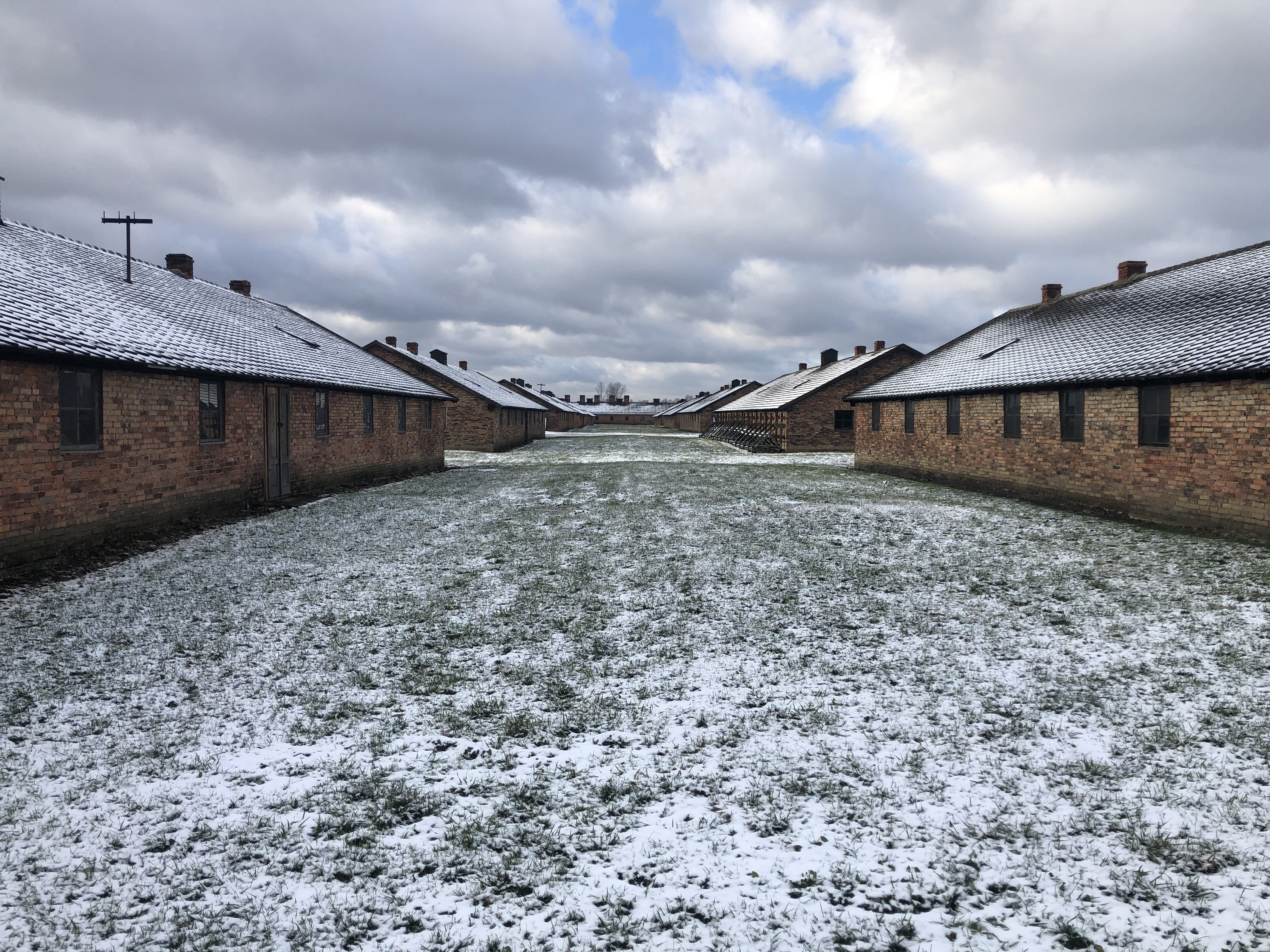
Baraki murowane byłego obozu kobiecego, najstarsza część Birkenau

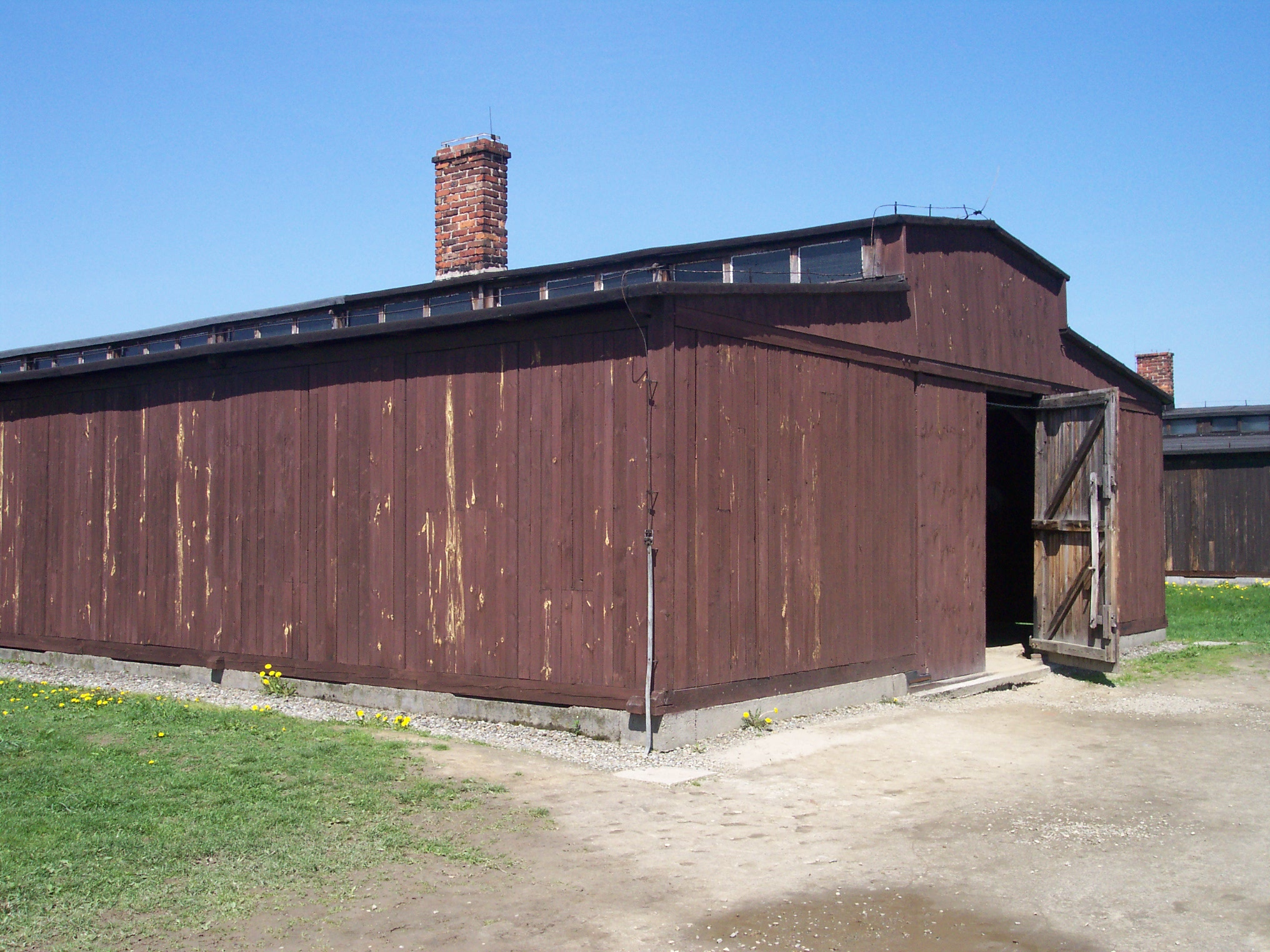
Barak obozowy w Auschwitz II (Birkenau)

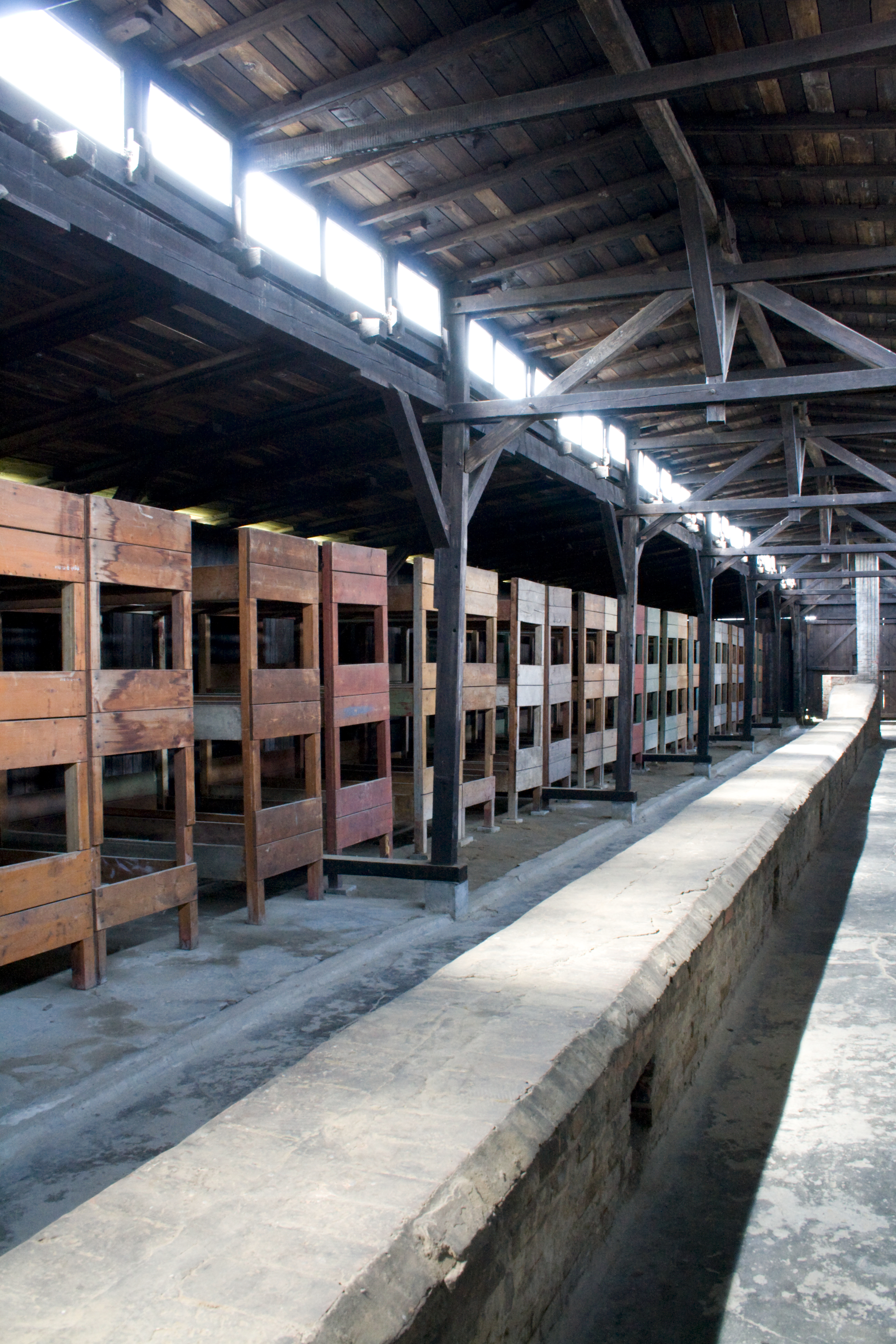
Wnętrze baraku obozowego

Drugi obóz zespołu KL Auschwitz stał się szybko przede wszystkim miejscem masowej eksterminacji, największym niemieckim obozem zagłady. To tutaj zginęła przeważająca liczba ofiar KL Auschwitz – ponad milion osób. Tu były specjalnie zaprojektowane i wzniesione zespoły komór gazowych z krematoriami (najpierw prowizoryczne, w adaptowanych domkach chłopskich, zachowanych na jego terenie, a następnie specjalnie dla tego celu wybudowane).
Komendantami byli tam w czasie autonomii obozu (listopad 1943 – listopad 1944):
- SS-Sturmbannführer Friedrich Hartjenstein – od listopada 1943 do 8 maja 1944
- SS-Hauptsturmführer Josef Kramer – od 8 maja 1944 do 25 listopada 1944

Budowę obozu rozpoczęto w październiku 1941 siłami więźniów i jeńców radzieckich, osadzonych w Auschwitz, realizując rozkaz Himmlera z czasu jego pierwszej wizytacji obozu Auschwitz w marcu tego roku. W dokumentach niemieckich Auschwitz II nosił aż do wiosny 1944 nazwę obozu jenieckiego (Kriegsgefangenenlager) i choć funkcji tej nigdy nie pełnił, to plany zakładały wystawienie w nim 174 baraków murowanych dla pomieszczenia 100 000 jeńców radzieckich.
Obóz zajmował obszar prostokąta o powierzchni ok. 140 ha, ogrodzonego z zewnątrz drutem kolczastym pod napięciem; tak samo ogrodzone były wewnętrzne sektory (odcinki), na które podzielono obóz. Na tym terenie do końca 1944 powstało około 300 różnych budynków – baraków, latryn, wartowni, komór gazowych itp. – tworzyły one kilka większych części:
- obóz kobiecy (sektory BIa i b) – sektor BIa został oddany do użytku jako pierwsza część obozu w czerwcu 1942, umieszczono tu ok. 1000 jeńców radzieckich przeniesionych z Auschwitz, potem była to część męska, a ostatecznie kobieca; sektor BIb utworzono w sierpniu 1942;
- rejestracja i kwarantanna męska (BIIa) – oddany do użytku w sierpniu 1943;
- obóz rodzinny (BIIb) dla Żydów z Theresienstadt (Familienlager Theresienstadt) – oddany do użytku we wrześniu 1943;
- obóz męski (BIIc i d) – odcinek BIId był gotowy w lipcu 1942;
- obóz cygański (BIIe) – pierwsza część sektora BII powstała w lutym 1943, przeznaczona dla rodzin romskich (Zigeunerlager) i zlikwidowana w sierpniu 1944;
- odcinek szpitalny (BIIf) – oddany do użytku w lipcu 1943;
- Kanada (BIIg) – odcinek oddany do użytku w grudniu 1943 stanowiły baraki obok krematorium IV, służące do gromadzenia zrabowanych ofiarom rzeczy, za Kanadą znajdowała się tzw. nowa sauna, gdzie przyjmowano do obozu więźniów z nowych transportów;
- Meksyk (BIII) – obszar rozbudowy obozu poza pierwotny teren, utworzony w czerwcu 1944 – bez wody, światła, kanalizacji ani żadnego wyposażenia, w czasie przyjmowania transportów z Węgier umieszczano tu Żydówki, których nie zdążono poddać selekcjom;
- Czerwony Domek (Bunkier I) i Biały Domek (bunkier II) – prowizoryczne komory gazowe w zaadaptowanych domach wysiedlonych mieszkańców Brzezinki;
- krematoria II, III, IV i V (zespół komór gazowych i pieców do spalania zwłok);
- zespoły oczyszczalni ścieków, budynki SS, olbrzymie hangary do przechowywania ziemniaków i wiele innych zabudowań pomocniczych.

Latem 1941 Himmler wskazał Auschwitz jako miejsce „ostatecznego rozwiązania kwestii żydowskiej” Endlösung. Wykonywanie tego zbrodniczego planu rozpoczęło się w tym obozie na wiosnę 1942. Masowa akcja uśmiercania gazem rozpoczęła się najpierw w pierwszej komorze gazowej w obozie macierzystym. Potem, ze względu na łatwość odizolowania, akcję zagłady przeniesiono do dwóch prowizorycznych komór gazowych, które umieszczono w przebudowanych chałupach wiejskich (czerwony domek – od marca, biały domek – od września; nazwy pochodziły od koloru cegieł i tynku). Ciała najpierw grzebano, później palono w specjalnych dołach spaleniskowych.
Po drugiej wizytacji obozów przez Himmlera w połowie lipca 1942 i ocenieniu wydajności tych prowizorycznych komór jako niewystarczającej, opracowano plan stworzenia urządzeń unicestwienia na skalę dotychczas niespotykaną. Latem 1942 niemiecka firma Hoch und Tiefbau AG z katowickiego oddziału firmy rozpoczęła budowę czterech potężnych zespołów krematoriów (II, III, IV i V). Krematoria II i III miały podziemne rozbieralnie i komory gazowe. Krematoria IV i V były w całości budynkami naziemnymi. Piece krematoryjne wykonała firma Topf & Söhne z Erfurtu. Obiekty te oddano do użytku między marcem a czerwcem 1943. Ginący tam ludzie umierali śmiercią bolesną, w poniżeniu, spotęgowanym widokiem umierających bliskich.
Skazani na zagładę Żydzi byli dowożeni transportami kolejowymi, w wagonach towarowych, zazwyczaj w złych warunkach. Niektóre transporty przywożone z Europy Zachodniej przyjeżdżały do obozu w normalnych wagonach pasażerskich. Do połowy 1944 końcowym przystankiem transportów była tak zwana Judenrampe, umiejscowiona wzdłuż głównej linii kolejowej pomiędzy Auschwitz I a II. W 1944 tory doprowadzono do obozu, aby przyspieszyć akcję zagłady, spodziewano się bowiem ogromnych transportów Żydów z Węgier. Wiele transportów było kierowanych w całości do komór gazowych, w zależności od potrzeb stosowano tzw. selekcję i wydzielano więźniów do pracy przymusowej lub do zbrodniczych eksperymentów medycznych (m.in. na dzieciach bliźniętach i osobach karłowatych), co na jakiś czas pozwalało im zachować życie. Natomiast pozostali – starcy, chorzy oraz dzieci – byli uśmiercani gazem bez wyjątku.
Selekcji podlegali tylko więźniowie żydowscy. Więźniowie nie-Żydzi byli włączani do stanu liczbowego obozu. Wszyscy – wyselekcjonowani oraz kierowani do komór gazowych – byli pozbawiani rzeczy osobistych, przekazywanych do specjalnego sektora zwanego Kanadą. Tam były one segregowane i przechodziły na własność III Rzeszy. Potem specjalnymi transportami wywożono je do Niemiec, gdzie były przekazywane armii, rodzinom ofiar bombardowań, pomocy społecznej itp.
Wyselekcjonowani więźniowie byli odprowadzani do obozu, gdzie trafiali do ewidencji w budynku sauny. Sauna i kwarantanna były według relacji ocalałych miejscami kluczowymi w procesie łamania ludzi. Oderwani od rodzin, małżonków, dzieci, poniżani obnażaniem, pełnym strzyżeniem i tatuowaniem, byli w końcu umieszczani w barakach obozowych i ćwiczeni w uległości przez SS, kapo i blokowych. Po zakończeniu kwarantanny pracowali przymusowo na miejscu lub byli przenoszeni do podobozów. W Saunie nowo przybyły więzień otrzymywał numer obozowy, który od tej pory zastępował jego nazwisko. Auschwitz-Birkenau był jedynym obozem hitlerowskim, który wprowadził tatuowanie numerów obozowych.

Skazani na unicestwienie przeżywali ostatnie momenty życia, opisywane później przez Rudolfa Hößa tak: 

Żydów przeznaczonych na zagładę prowadzono możliwie spokojnie do krematoriów – osobno mężczyzn, osobno kobiety. W rozbieralni więźniowie zatrudnieni w Sonderkommando mówili Żydom w ich języku ojczystym, że przyszli oni tylko do kąpieli i odwszenia (…). Po rozebraniu się Żydzi szli do komory gazowej, zaopatrzonej w natryski i rury wodociągowe, co sprawiało całkowite wrażenie łaźni. Najpierw wchodziły kobiety z dziećmi, później mężczyźni. (…) Potem drzwi szybko zaśrubowywano, a czekający już dezynfektorzy natychmiast wrzucali przez otwory w suficie cyklon, który specjalnymi przewodami opadał aż do podłogi. To powodowało natychmiastowe rozchodzenie się gazu. Przez wziernik w drzwiach można było widzieć, jak osoby stojące najbliżej przewodów wrzutowych natychmiast padały martwe. Blisko jedna trzecia ofiar umierała od razu. Inni zaczynali się tłoczyć, krzyczeć i chwytać powietrze. Wkrótce krzyk obracał się w rzężenie, a po paru minutach wszyscy leżeli. Najdłużej po upływie 20 minut nikt się nie poruszał. (…) Krzyczący, starsi, chorzy, słabi i dzieci padali prędzej niż zdrowi i młodzi. Pół godziny po wrzuceniu gazu otwierano drzwi i włączano wentylację. Natychmiast przystępowano do wyciągania zwłok. (…) Następnie zwłoki przewożono specjalnymi windami na poziom krematorium. Tam więźniowie Sonderkommando wyjmowali zwłokom złote zęby, kobietom obcinano włosy, a otwory ciał przeszukiwano w celu znalezienia ukrytych kosztowności. Potem zwłoki spalano w rozpalonych piecach.

 Należy dodać, że bywały przypadki, gdy krematoria były tak obciążone, że zwłoki palono w otwartych dołach. W czasie akcji węgierskiej dołów używano nieustannie – wówczas nowych więźniów dostarczanych wagonami uderzał przede wszystkim intensywny zapach palonych ciał.
Ostatni raz użyto komory gazowej i krematorium 28 listopada 1944, już w trakcie likwidacji obozu.

### Auschwitz III – Monowitz

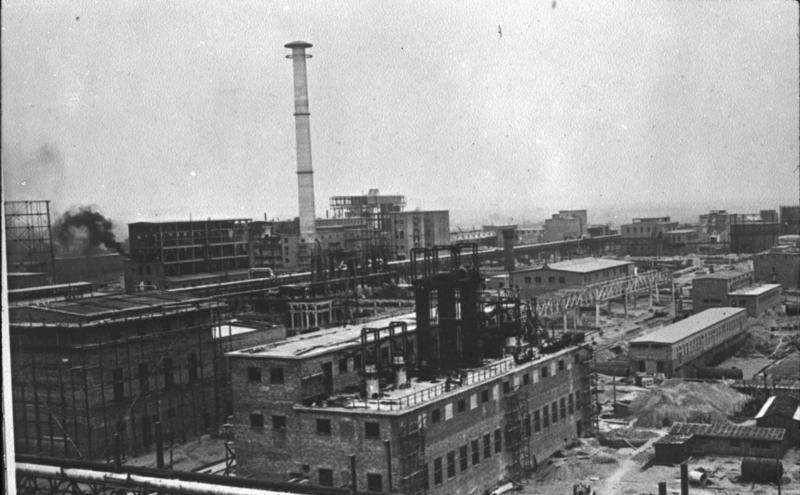
IG Farben Zakłady Chemiczne Buna-Werke około 1941

Założony w październiku 1942 jako podobóz Auschwitz I, w okresie od listopada 1943 do listopada 1944 był obozem niezależnym, skupiającym dotychczasowe podobozy Auschwitz I o charakterze przemysłowym. Obóz był założony na potrzeby koncernu IG Farben (zakłady Buna-Werke) i miał od założenia do likwidacji charakter ciężkiego, niewolniczego obozu pracy. Więźniowie byli wynajmowani przez niemieckie firmy i wyniszczani przy morderczej pracy.
Komendantem obozu był SS-Hauptsturmführer Heinrich Schwarz – od listopada 1943 do stycznia 1945.

### Podobozy
Pierwsze podobozy powstały w związku z zapotrzebowaniem obozu głównego na produkty rolne i hodowlane. Jednak gdy wokół Auschwitz rozlokowały się liczne firmy niemieckie, które korzystały z taniego wynajmu więźniarskiej siły roboczej, okazało się, że komanda pracujące na zewnątrz obozu miałyby zbyt długą drogę do wielu z tych firm. Hitlerowcy utworzyli więc wielką sieć podobozów, która obsługiwała okoliczne fabryki i zakłady pracy. Większość z podobozów Auschwitz tworzono na Śląsku, w pobliżu hut, kopalń i fabryk. Więźniowie pracowali tam m.in. przy wydobyciu węgla, produkcji broni i środków chemicznych, budowie i rozbudowie obiektów przemysłowych, na rzecz fabryk, kopalń i hut wielkich koncernów niemieckich, jak IG Farbenindustrie, Berghuette, Siemens-Schuckert, Hermann Goering-Werke, czy dla niemieckich kolei państwowych. Z początku wszystkie podobozy podlegały Auschwitz I, lecz gdy rozdzielono administracyjnie w listopadzie 1943 trzy główne obozy, podobozy rolno-hodowlane przypadły Birkenau, a przemysłowe – Monowitz. Ogółem podobozów rolno-hodowlanych było 6, podobozów przemysłowych – 28, a 10 innych podobozów pełniło różne funkcje – od pracy w lesie po budowę koszar.

### Likwidacja obozów

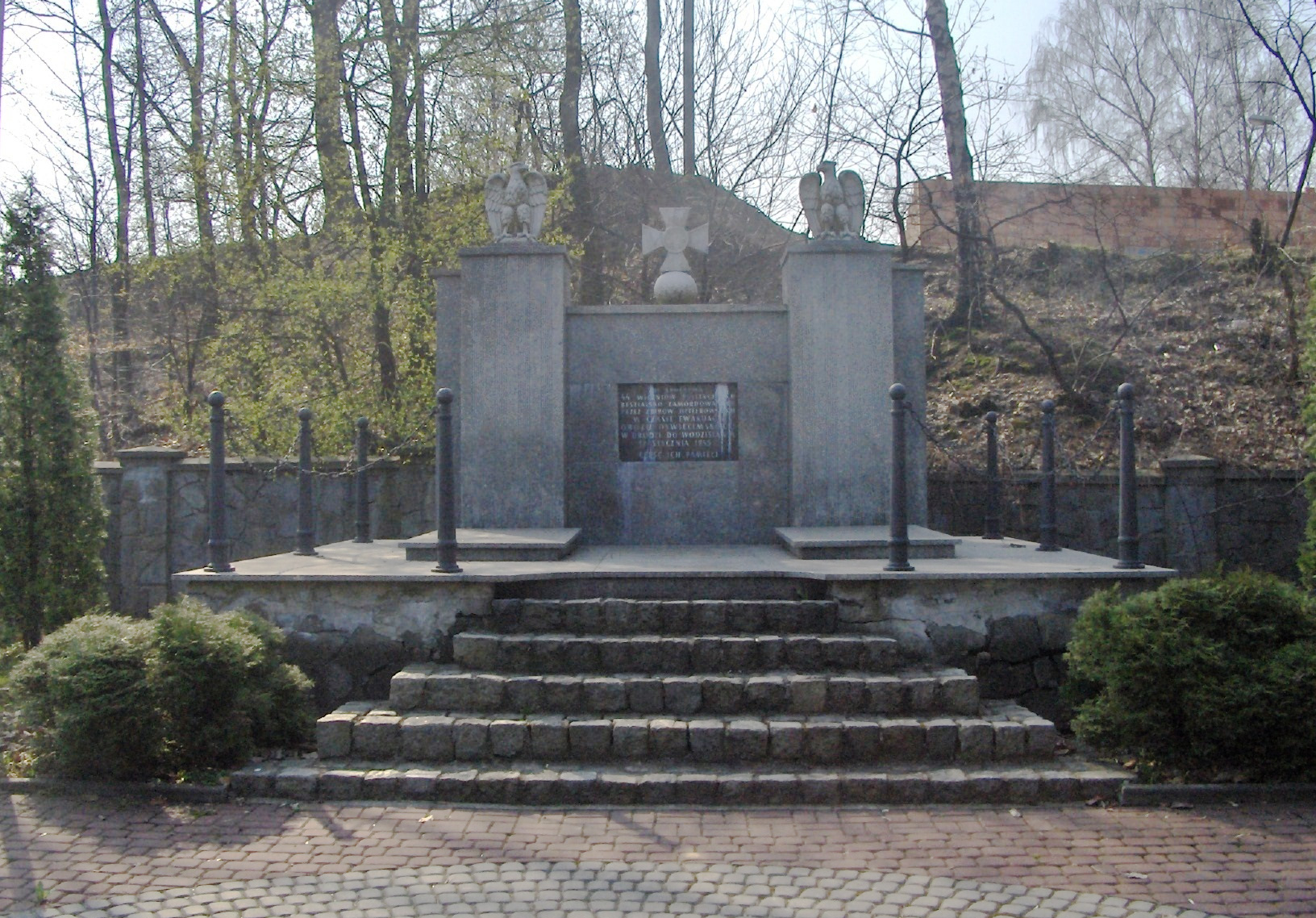
Mogiła i pomnik 44 więźniów ofiar marszu śmierci z KL Auschwitz do Wodzisławia. Pomnik znajduje się na Piaskowej Górze w Wodzisławiu Śląskim

Ze względu na sytuację strategiczną na froncie wschodnim naziści już w sierpniu 1944 rozpoczęli przygotowania do likwidacji obozów. Systematycznie likwidowali członków Sonderkommand – tylko we wrześniu tego roku zamordowali około 200 z nich. Wywołało to słynny bunt Sonderkommanda w krematorium IV.
W sierpniu 1944 rozpoczęła się w obozie sukcesywna ewakuacja więźniów w głąb Rzeszy. Z końcem roku wstrzymano rozbudowę Auschwitz i Birkenau oraz zaczęto palenie dokumentów i zacieranie świadectw zbrodni: zasypywano doły z ludzkimi prochami, rozebrano do fundamentów krematorium IV, przygotowano do wysadzenia pozostałe trzy budynki krematoryjne.
17 stycznia 1945 odbył się w KL Auschwitz ostatni apel generalny 67 012 więźniarek i więźniów. Bezpośrednio po nim na rozkaz wyższego dowódcy SS i policji we Wrocławiu, SS-Obergruppenfūhrera Schmausera, rozpoczęto ostateczną ewakuację więźniów. Rozpoczęły się marsze śmierci do obozów w głębi Rzeszy. Główny marsz odbywał się na trasie Oświęcim – Wodzisław Śląski (63 km). 22 stycznia transport dotarł do stacji kolejowej Loslau (niemiecka nazwa Wodzisławia Śląskiego), gdzie załadowano więźniów do otwartych węglowych wagonów kolejowych i w warunkach mrozu na zewnątrz i ścisku wewnątrz skierowano dalej. Trasa transportów kolejowych z Wodzisławia prowadziła m.in. przez Ostrawę w kierunku Austrii i Niemiec.
W obozie zostało ponad 9 tysięcy więźniów, w tym około 500 dzieci – wszyscy mieli zostać zgładzeni. Od 18 do 27 stycznia masowo palono obozowe akta, 20 stycznia wysadzono krematoria II i III, a 26 stycznia – krematorium V. 23 stycznia podpalono tak zwaną Kanadę II, czyli kompleks magazynów z mieniem zagrabionym ofiarom. Jako pierwsi do obozu dotarli w dniu 27 stycznia żołnierze z 454 Pułku Strzeleckiego z 100 Lwowskiej Dywizji Strzeleckiej z 60 Armii 1 Frontu Ukraińskiego. W obozach Auschwitz, Birkenau, Monowitz i podobozach doczekało wyzwolenia łącznie około 7,5 tysiąca więźniów. Część byłych więźniów tuż po wyzwoleniu odeszła do swych domów. Pozostali zostali umieszczeni w prowizorycznych szpitalach, zorganizowanych na terenie obozu. Część chorych przeniesiono do szpitali w Krakowie. Spośród hospitalizowanych więźniów zmarło ok. 600, najwięcej niedługo po wyzwoleniu, w lutym i marcu.

## Więźniowie i ofiary

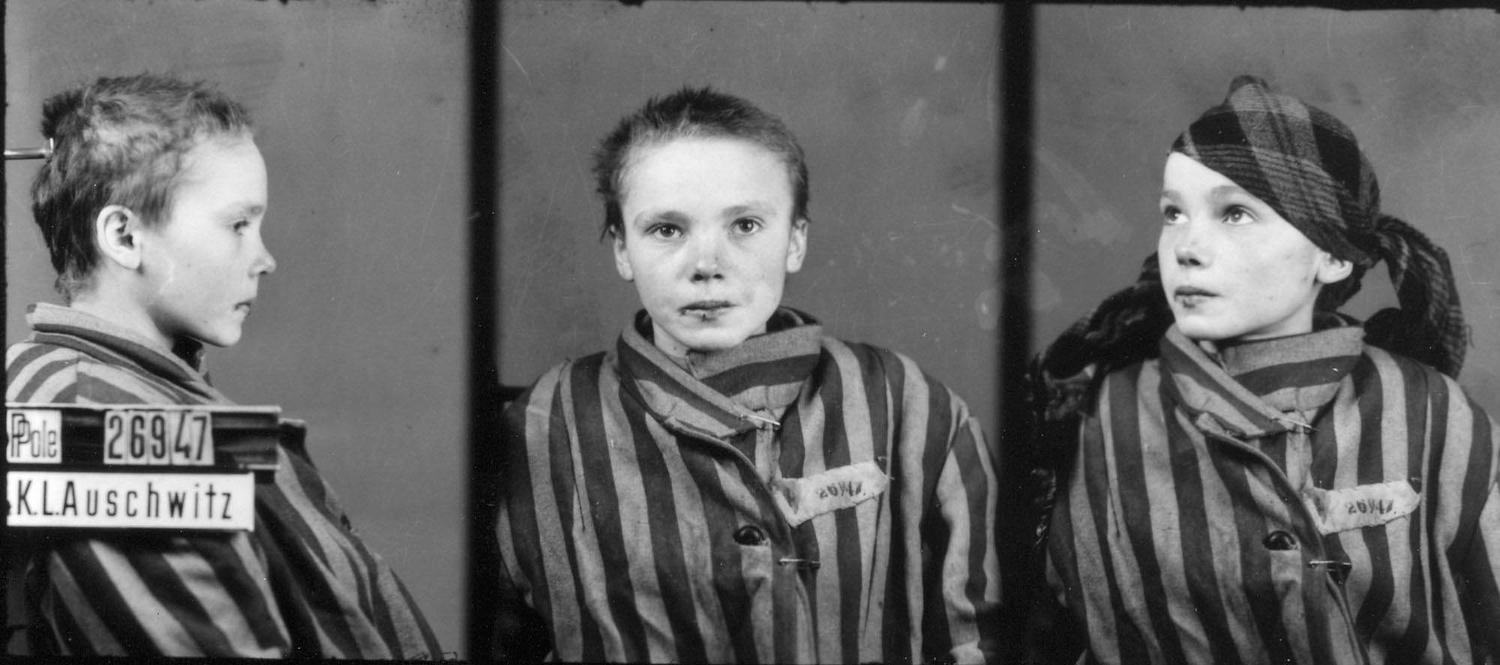
Zdjęcia Czesławy Kwoki, jednego z tzw. Dzieci Zamojszczyzny, wykonane przez fotografa obozowego Wilhelma Brasse

### Więźniowie

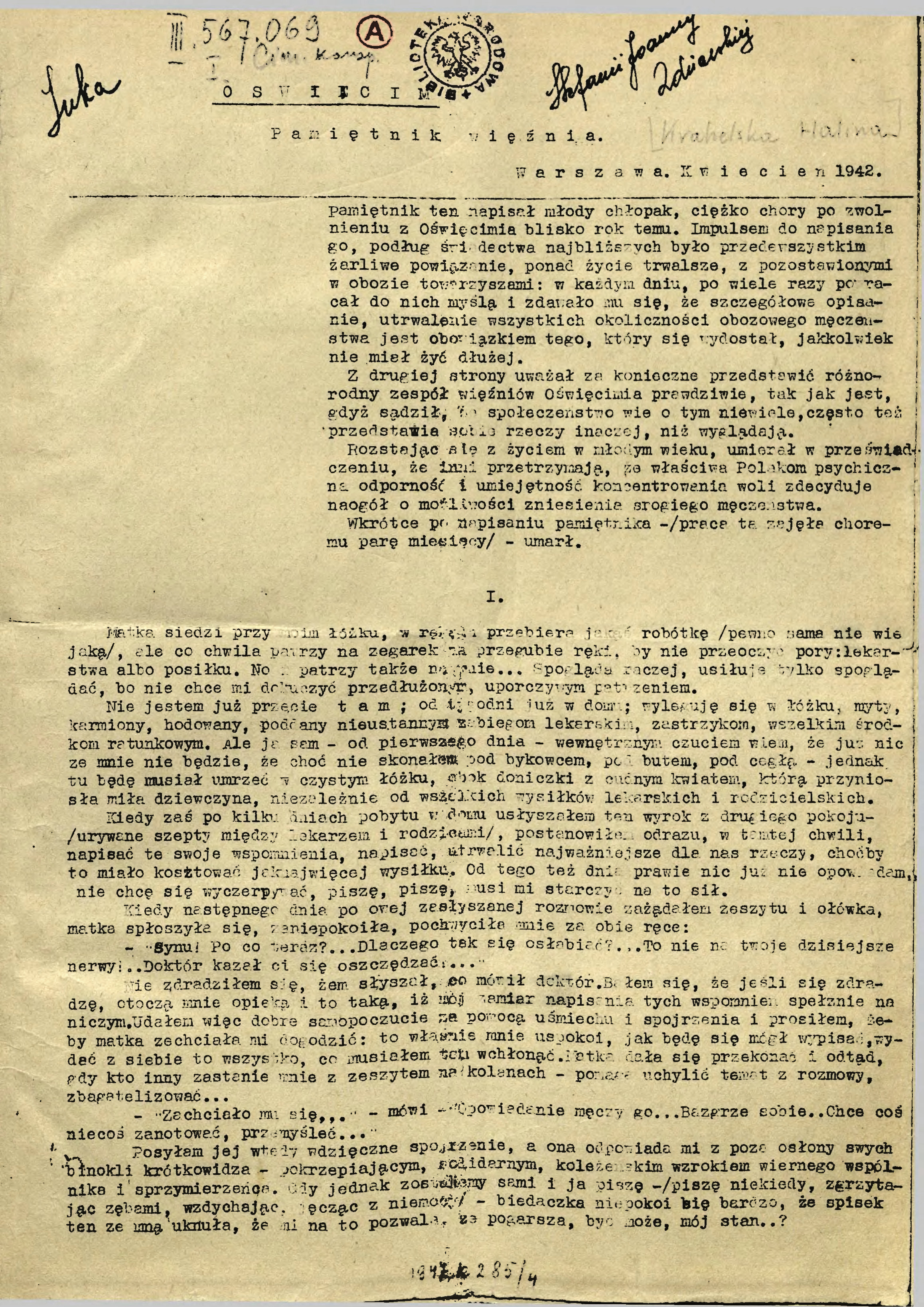
Spisany przez Halinę Krahelską w 1942 raport więźnia z Auschwitz pt. Oświęcim, pamiętnik więźnia

Do marca 1942 w obozie przeważali więźniowie narodowości polskiej. Oprócz nich przywożono również Niemców, Czechów, Jugosłowian, a po 1941 kiedy III Rzesza zaatakowała ZSRR, także jeńców radzieckich. Od kwietnia 1942 Niemcy zaczęli kierować do Auschwitz transporty Żydów z gett całej okupowanej Europy, realizując decyzję o „ostatecznym rozwiązaniu kwestii żydowskiej” podjętą na Konferencji w Wannsee w styczniu 1942.
Więźniowie obozowi byli numerowani, w początkowej fazie fotografowani, następnie tatuowani (Od końca 1941 numery wytatuowywano na piersiach jeńcom radzieckim. Od lutego 1943, po ucieczce Zofii Biedawy z komanda nr 117, pracującego w Budach, pozostałym więźniom umieszczano tatuaże na przedramionach). Auschwitz był jedynym niemieckim obozem koncentracyjnym, w którym wprowadzono tatuaż jako metodę oznaczania więźniów (w innych obozach oprócz naszywanego na ubiór numeru stosowano bransoletki z numerem, noszone na nadgarstkach).
Każdy więzień przynależał do jednej z oznaczonych kategorii (polityczni, Świadkowie Jehowy, emigranci, aspołeczni, przestępcy pospolici, homoseksualiści, dodatkowo literami oznaczano ich przynależność narodową, a Żydzi mieli dodatkowe żółte trójkąty). Jako jedyne ubrania dostawali bieliznę i cienkie pasiaki.
Po przejściu kwarantanny więźniowie byli kierowani do baraków i do komand pracy przymusowej. Jej wycieńczający charakter wraz z bezkarnością dozorujących i ostrym systemem kar i tortur prowadziły do masowego uśmiercania więźniów. Jak w każdym hitlerowskim obozie koncentracyjnym, również w Auschwitz praca służyła zagładzie, stąd hasło: Vernichtung durch Arbeit (Zagłada przez pracę).
Racje żywnościowe nie stanowiły nawet połowy normy niezbędnej dla narzuconych obozowych warunków egzystencji. Hitlerowcy obliczali, że na pożywieniu obozowym można było przeżyć około trzech miesięcy. Zła jakość i niewielka ilość pożywienia powodowały zapadanie na choroby, często kończące się szybką śmiercią, naturalną lub gwałtowną w wyniku mordowania gazem bądź zastrzykami dosercowymi fenolu. Szybko umierali więźniowie pracujący w komandach fizycznych na zewnątrz. Pierwszej zimy zmarła prawie połowa osadzonych wówczas więźniów. Jednocześnie nawet na tle tak wyniszczających warunków najgorszy był los jeńców radzieckich oraz Żydów. 
Od 1943 zapotrzebowanie na pracowników przymusowych zmieniło nastawienie władz obozowych, m.in. przestano karać śmiercią za ucieczki, oficjalnie zabroniono bicia na otwartym terenie, a liczbę więźniów uzupełniano podczas selekcji transportów żydowskich, przekazywano nowych więźniów z wiecznie przepełnionych więzień hitlerowskich, także kierowano do obozu pojmanych podczas łapanek, urządzanych na ulicach miast.

### Eksperymenty pseudomedyczne

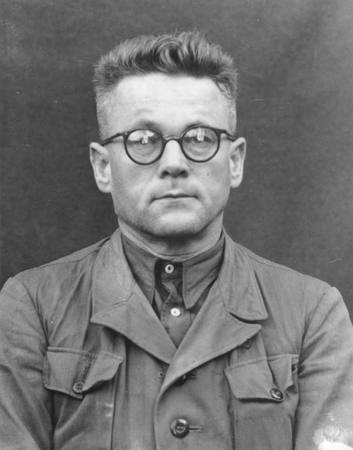
Karl Gebhardt, lekarz, jeden z autorów eksperymentów pseudomedycznych

W obozach Auschwitz grupa niemieckich lekarzy rozpoczęła na szeroką skalę nieetyczne i niehumanitarne eksperymenty medyczne na więźniach. Traktując ich jako łatwy i tani materiał doświadczalny, prowadzili eksperymenty z różnych zakresów medycyny, patologii, genetyki. Badania te były w dużym stopniu uwarunkowane ideowo nazistowską teorią rasizmu oraz sprzeniewierzały się zupełnie zasadom etyki lekarskiej, zawartym w przysiędze Hipokratesa.
Szczególnie barbarzyńskie eksperymenty nad sterylizacją prowadzono na kobietach. Swoje pracownie badawcze mieli tutaj dr Carl Clauberg i dr Horst Schumann (który używał do sterylizacji mężczyzn i kobiet promieni Roentgena). Analizowano skutki skrajnego głodu na najbardziej wyczerpanych więźniach, testowano leki, sztucznie zarażano więźniów chorobami (głównie tyfusem plamistym i durem brzusznym), wykonywano niepotrzebne zabiegi operacyjne. Dr Josef Mengele poddawał doświadczeniom dzieci romskie, karły i specjalnie selekcjonowane pary dzieci-bliźniąt.

### Ruch oporu i ucieczki
Ruch oporu rodził się z niezbędnej do przeżycia samopomocy więźniarskiej. Wielu więźniów trafiało do Auschwitz ze środowisk partyzanckich, przygotowanych do działalności konspiracyjnej. Celami działań oporu były:
- organizowanie samopomocy więźniarskiej, w tym przygotowanie ucieczek;
- dokumentowanie zbrodni hitlerowskich i podejmowanie próby przerzucania materiałów do partyzantki poza terenem obozu;
- przygotowywanie ewentualnego powstania zbrojnego.

Wielkimi trudnościami w tworzeniu jednego ruchu były podziały wewnątrz obozu, różnice narodowościowe i językowe, odległości między podobozami. Jednak dochodziło do jednoczenia sił, głównie wśród więźniów polskich. Jedynym wybuchem zbrojnym, do jakiego doszło w Auschwitz, był bunt Sonderkommando.
W czasie istnienia obozów około 700 więźniów podjęło próbę ucieczki, z czego około 300 – udaną. Jedną spośród wielu spektakularnych ucieczek było wyjechanie Kazimierza Piechowskiego z trzema innymi więźniami w oficerskich mundurach SS wozem komendanta przez podniesiony szlaban. Istotne znaczenie dla przekazania wiarygodnej informacji o obozach miała ucieczka rotm. Witolda Pileckiego. Pierwszą kobietą, która uciekła z obozu, była Janina Nowak.
Próby ucieczek karano indywidualnie przez skazanie ujętych uciekinierów na śmierć głodową w bunkrze lub powieszenie, a także metodami odpowiedzialności zbiorowej – masowymi rozstrzeliwaniami pozostałych więźniów. Naziści wtrącali do obozu członków rodziny niepojmanych uciekinierów. W początkowym okresie funkcjonowania obozu, jak relacjonuje w swoim raporcie rotm. Witold Pilecki, wyjątkowo nieludzko obchodzono się z pojmanymi. Podaje przypadek mężczyzny, który przez sfrustrowanego współwięźnia został przebity deską (za przyzwoleniem SS-manna), a następnie był wleczony tak do obozu na pokazową egzekucję, czyli de facto dobicie.

### Ofiary zagłady i ich liczba

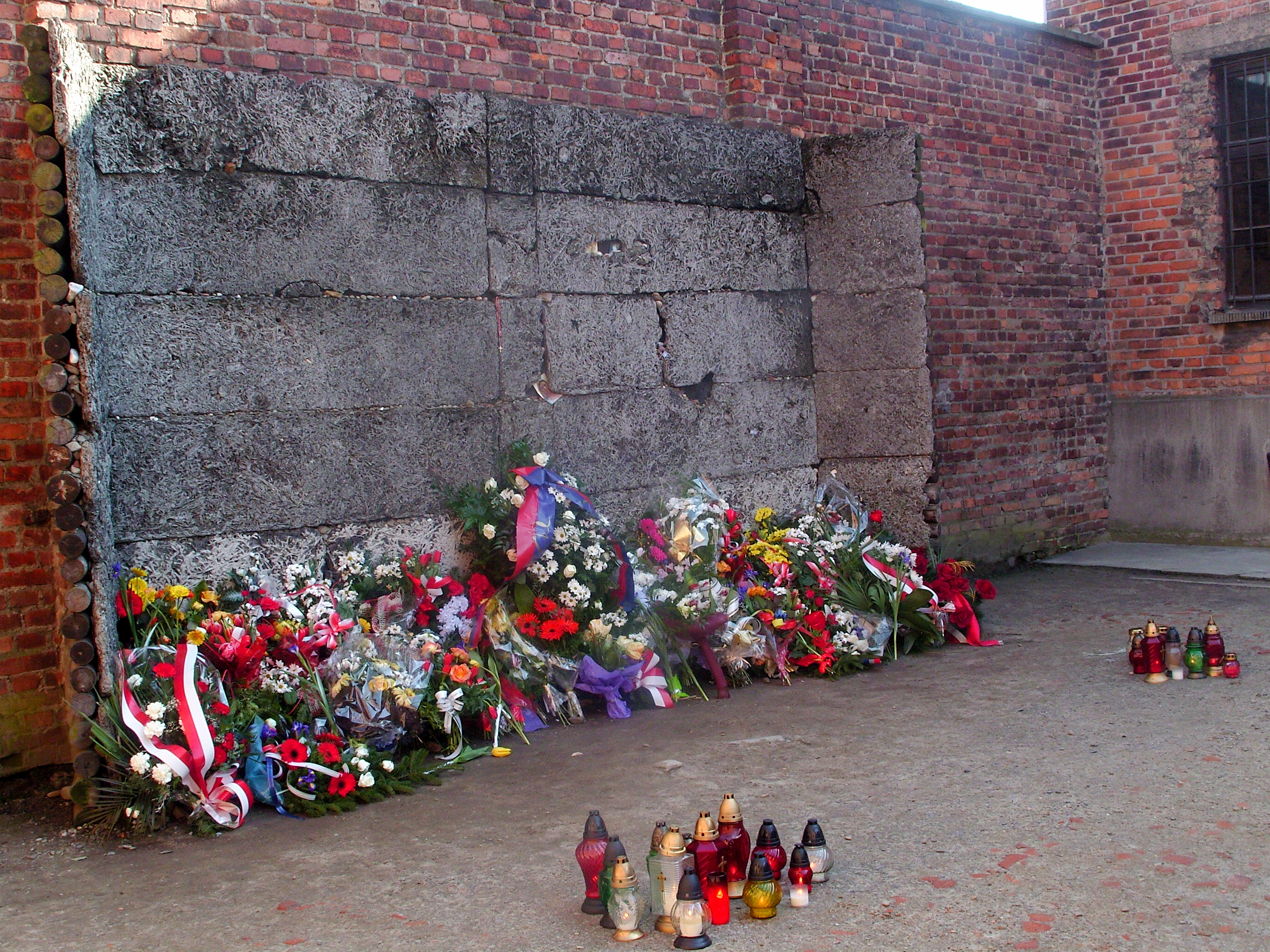
Ściana straceń w Obozie Koncentracyjnym Auschwitz I

Struktura narodowościowa śmiertelnych ofiar obozu Auschwitz

Oświęcim w świadomości Polaków

Zdecydowana większość – do 80% osób, trafiających do Auschwitz-Birkenau – nie doczekała się statusu więźniów. Byli to Żydzi, zwożeni przez nazistów z gett i obozów przejściowych całej okupowanej Europy. Po selekcji i odseparowaniu od swoich najbliższych przebywali ostatnią drogę z rampy kolejowej do rozbieralni, skąd byli wprowadzani do komór gazowych i w ciągu około 20 minut pozbawiani życia. Przed spopieleniem ich zwłokom obcinano włosy i wyrywano złote zęby. Przeszukiwano też ciała w poszukiwaniu kosztowności. Nie ma natomiast dowodów na informacje o produkcji mydła z tkanek podskórnych ofiar.
Ze względu na sprzeczności w zeznaniach świadków, m.in. więźniów z Sonderkommando, oraz niewielką liczbę dokumentów ocalałych po celowym ich niszczeniu przez nazistów, trudno określić, ile osób rzeczywiście zginęło. Ponadto zdecydowana większość deportowanych zginęła w Birkenau, gdzie nie byli rejestrowani i nie były im nadawane numery.
Raport Witolda Pileckiego, który był także więźniem obozu, określa liczbę ofiar na 2 do 5 milionów. Pilecki pisał m.in.: „Gdy wychodziłem z Oświęcimia (27 IV 1943), zginęło [już] 97 tysięcy numerowanych więźniów. Nie ma to nic wspólnego z ilością ludzi, których masami, bez ewidencjonowania, gazowano i palono. Zginęło [ich] ponad dwa miliony. Podawałem te liczby oględnie, żeby nie przesadzić. Koledzy, którzy tam dłużej siedzieli i byli świadkami gazowania po osiem tysięcy ludzi [dziennie], podają liczbę plus minus 5 milionów ludzi”.
Rudolf Höß w czasie przesłuchania przez Najwyższy Trybunał Narodowy w Warszawie podał – cytując za Eichmannem – że zginąć mogło ok. 2,5 mln ludzi, jednocześnie twierdząc, że realne możliwości techniczne obozu były mniejsze. Wielkość ta jednak dość szybko została zastąpiona przez inną. W 1945 w obozie pracowała komisja radziecka, która podjęła proste ustalenia – pomnożono teoretyczne możliwości techniczne krematoriów przez liczbę dni ich pracy. Otrzymano w ten sposób liczbę prawie 4 milionów ofiar. Informacja ta była przez długi czas kolportowana oficjalnie, w podręcznikach i encyklopediach. Różnie podawano też narodowość unicestwionych. Według niektórych prac z okresu PRL mieli to być praktycznie wyłącznie Polacy. Sprawa ta stała się głośna w 1968, gdy ukazały się kolejne tomy nowego wydania Wielkiej encyklopedii powszechnej PWN. Podawano w niej zweryfikowane dane, zwłaszcza że w obozach Auschwitz zagładzie ulegali w większości Żydzi. Reakcja ówczesnych władz była histeryczna. Komitet redakcyjny encyklopedii oskarżono o fałszowanie historii, a nowa, zmieniona redakcja hasła, została dołączona jako wkładka do następnych tomów encyklopedii wraz z przeprosinami.
Obecnie historycy, za wyczerpującymi badaniami Franciszka Pipera, oceniają, że ogółem do obozu trafiło co najmniej 1,3 miliona osób, w tym:
- 1,1 mln Żydów;
- do 150 tysięcy Polaków;
- 23 tysiące Romów;
- i ponad 30 tysięcy osób innych narodowości.

Dariusz Libionka liczbę ofiar określa następująco:

W KL Auschwitz zamordowano co najmniej 1,1 mln osób, w tym około 960 tys. Żydów, 70–75 tys. Polaków, 21 tys. Romów i Sinti, 15 tys. jeńców sowieckich i 10–15 tys. więźniów innych narodowości. Najwięcej ofiar żydowskich pochodziło z Węgier (438 tys.), około 300 tys. z ziem polskich (w większości z obszarów wcielonych do Rzeszy – z Łodzi, Białegostoku, Zagłębia Dąbrowskiego, północnego Mazowsza (rejencja ciechanowska), Wielkopolski, Pomorza i Górnego Śląska), 70 tys. z Francji, 60 tys. z Holandii, 55 tys. z Grecji, 46 tys. z Protektoratu Czech i Moraw, 23 tys. z Niemiec i Austrii, 27 tys. ze Słowacji, 25 tys. z Belgii, 10 tys. z Jugosławii, 7500 z Włoch, 690 z Norwegii i 34 tys. z obozów koncentracyjnych oraz miejsc, których nie dało się ustalić. Jedynie 200 tys. zarejestrowano jako więźniów. Pozostali zamordowani bezpośrednio po przybyciu do obozu.

Nadal jednak istnieją poglądy, podtrzymujące ocenę liczby ofiar w wysokości 4 lub więcej milionów osób. Liczby te wyprowadzane są z pewnych danych cząstkowych według zasad, którymi posłużyła się wspomniana komisja radziecka. Nie znajduje to uznania u większości współczesnych badaczy.

### Świat wobec ofiar

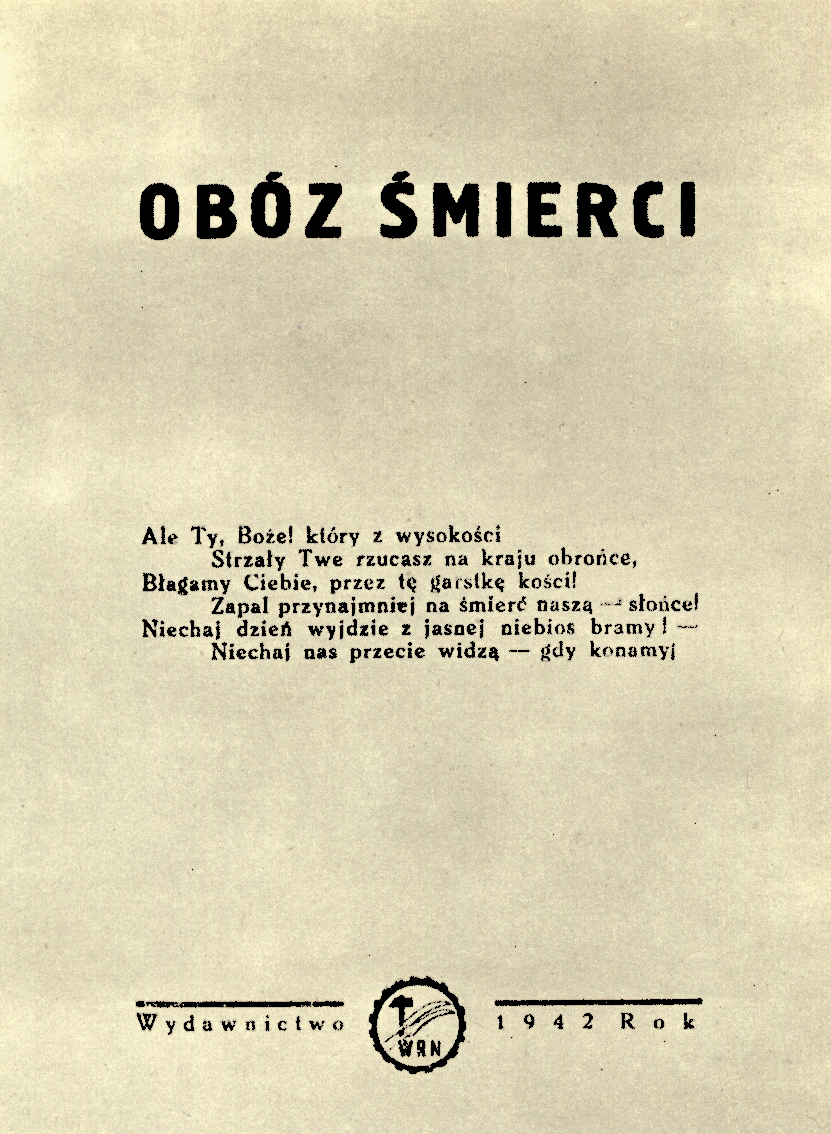
Natalia Zarembina Obóz śmierci, pierwsze konspiracyjne wydanie reportażu o obozie koncentracyjnym Auschwitz z grudnia 1942

Informacje o obozach Auschwitz zbierane przez więźniów były przekazywane na zewnątrz obozów i już w 1942 kurierzy Polski podziemnej przekazywali na bieżąco informacje do Rządu Polskiego w Londynie, który alarmował aliantów, głównie Brytyjczyków i Amerykanów. Autorem pierwszych na świecie raportów o Holokauście, tzw. Raportów Witolda, był agent Armii Krajowej w Auschwitz, rotmistrz Witold Pilecki, który założył obozowy ruch oporu ZOW – Związek Organizacji Wojskowej. Alianci posiadali dokładne zdjęcia lotnicze wszystkich obozów od 31 maja 1944. Z kolei dwaj uciekinierzy z obozów – Rudolf Vrba i Alfred Wetzler – opracowali mapy z dokładną legendą i przekazali je aliantom latem tego roku.
Latem i jesienią 1944 Światowy Kongres Żydów (World Jewish Congress) oraz Rada ds. uchodźców wojennych (War Refugee Board, Waszyngton) zaapelowały do Departamentu Wojny Stanów Zjednoczonych o dokonanie natychmiastowego bombardowania obozu śmierci Auschwitz-Birkenau. Te propozycje zostały jednak odrzucone.
13 września 1944 miał miejsce ciężki nalot amerykańskich bombowców na zakłady przemysłowe Buna-Werke, położone obok obozu Monowitz – zakłady zostały częściowo zniszczone. Nie miało to jednak żadnego wpływu na działalność pobliskiego obozu zagłady. Innym znanym faktem było upublicznienie w radiu alianckim w 1944 danych personalnych znacznej grupy załogi obozu – według relacji ocalałych więźniów nieznacznie zmniejszyło to bestialskie zachowanie się wartowników i nadzorców.
Niemniej jednak kraje zachodnie są krytykowane za niepodjęcie innych działań, jak na przykład zbombardowanie obozu, szczególnie komór gazowych albo tylko torów kolejowych prowadzących do obozu.
Oprócz bardzo poważnych zastrzeżeń wobec bezpieczeństwa takiej akcji (mogłaby pociągnąć za sobą ciężkie straty wśród więźniów) wydaje się, że generalnie informacje przekazywane aliantom były przyjmowane z niedowierzaniem. W identyczny sposób traktowano dane o zagładzie Żydów w innych miejscach, obozach, lub o powstaniu w getcie warszawskim.
27 września 1944 szwajcarski Czerwony Krzyż podjął jedyną próbę inspekcji obozu śmierci Auschwitz wobec alarmujących informacji na temat działalności obozu pojawiających się już od dawna w dyplomacji, a nawet w prasie codziennej. Szwajcarski inspektor dr Maurice Rossel nagle i bez zapowiedzi pojechał do Oświęcimia własnym, małym samochodem oznaczonym flagą Czerwonego Krzyża i został dopuszczony do samego komendanta obozu przez zaskoczonych niemieckich żołnierzy. Dyplomata wiedział tylko, że „to okropny obóz i ci ludzie, którzy tam trafiają już nigdy nie wracają”, ale nie znał skali tego procederu. Szwajcar widział bardzo wychudzonych więźniów w pasiastych uniformach, którzy na widok samochodu Czerwonego Krzyża „robili wielkie oczy”. Inspektor rozmawiał z komendantem obozu w jego gabinecie w komfortowej atmosferze i na pytanie o możliwość obejrzenia obozu otrzymał kategoryczny zakaz. Po zapytaniu o możliwość wysyłania do obozu paczek z pomocą humanitarną ze Szwajcarii otrzymał zgodę. Nie został wpuszczony do Brzezinki. Dyplomata stwierdził, że rozmowa była bardzo wykrętna, a rezultaty inspekcji były marne. Rossel sporządził wtedy swój trzystronicowy raport na temat wizyty w obozie.
5 kwietnia 1967 ofiary hitlerowskiego faszyzmu zamordowane i zmarłe męczeńską śmiercią w obozie zagłady w Oświęcimiu zostały zbiorowo odznaczone Orderem Krzyża Grunwaldu I klasy.

## Dzieje powojenne

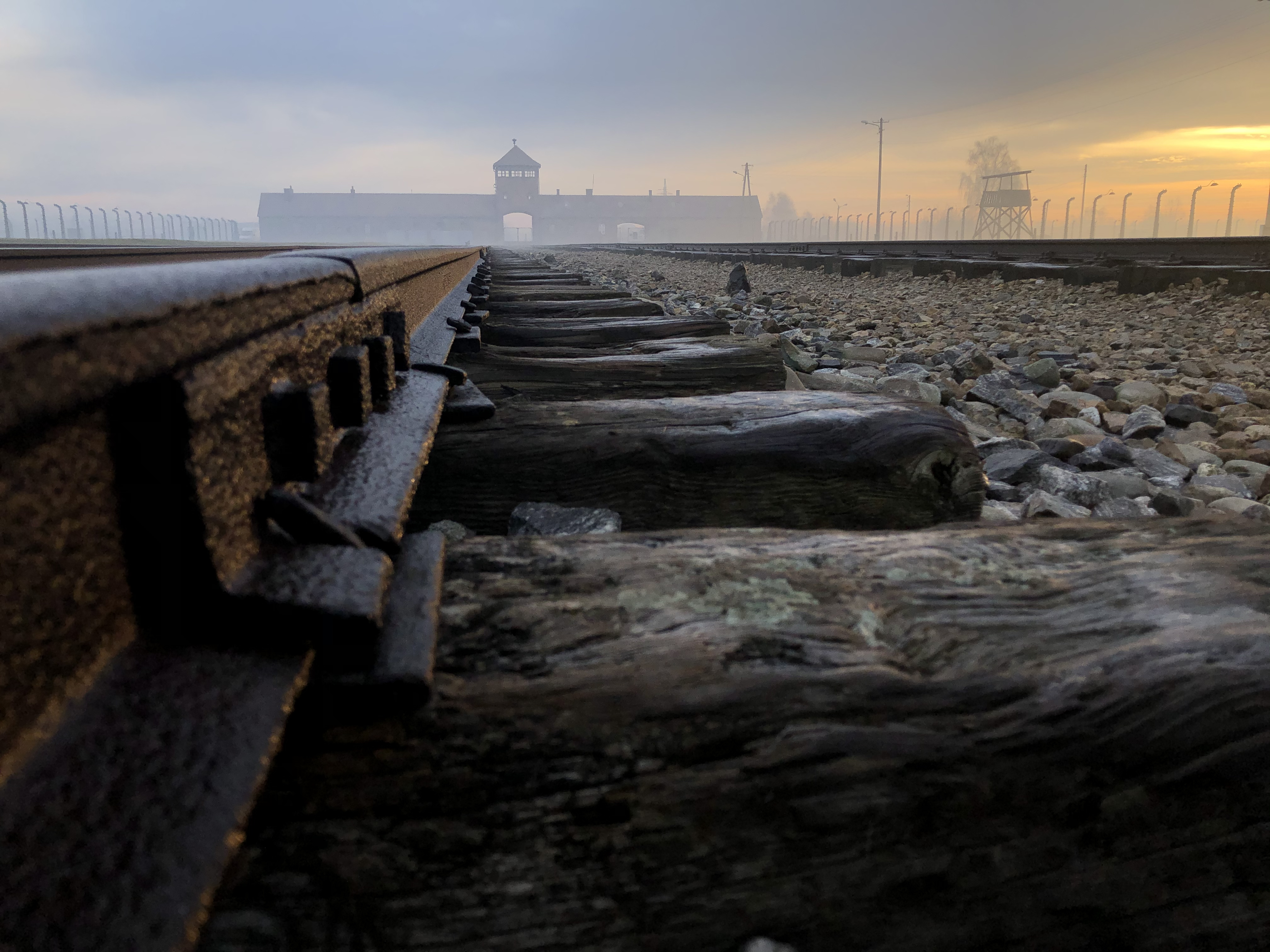
Rampa i Brama Śmierci Birkenau

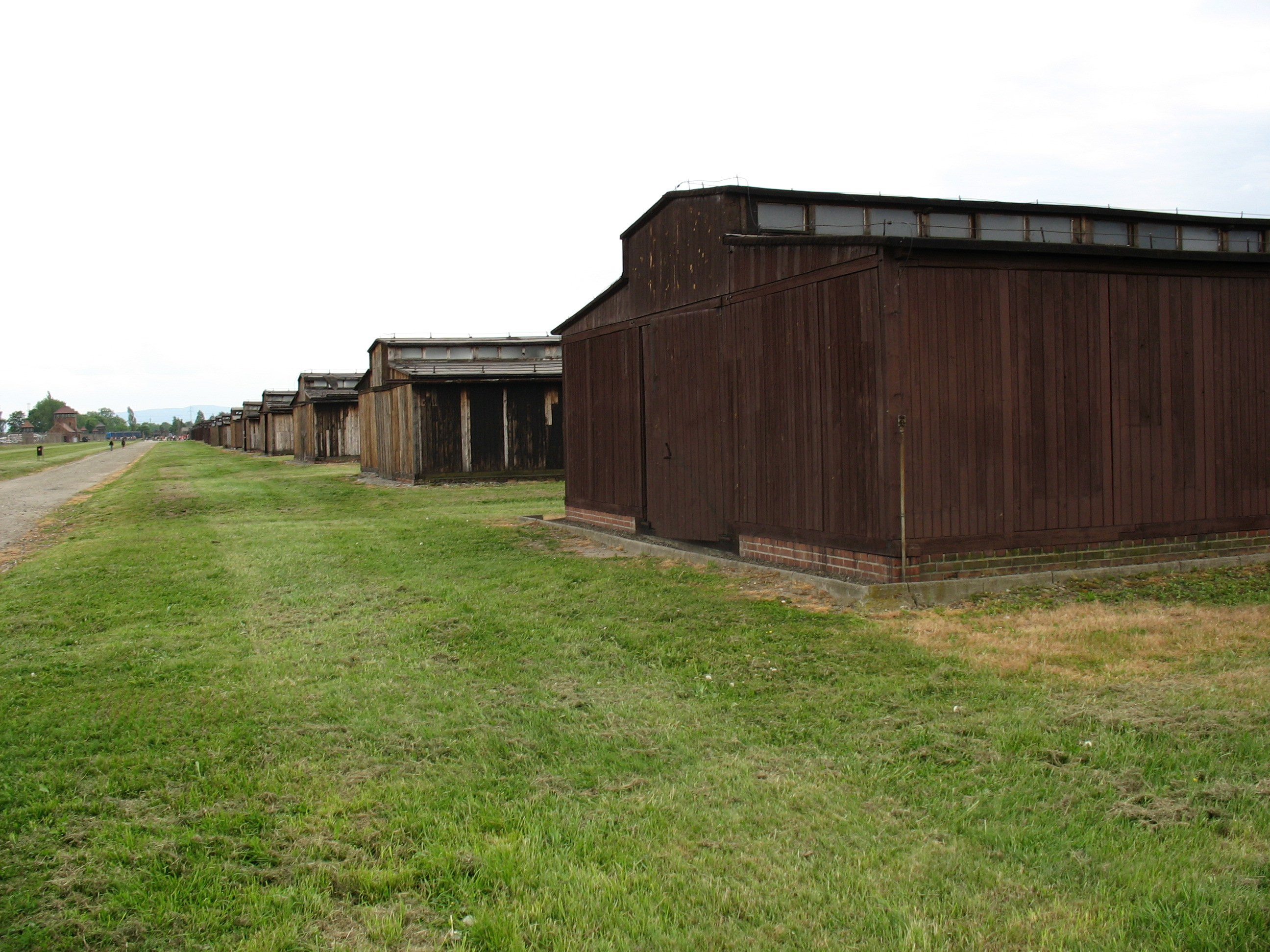
Blla – odbudowane z oryginalnych części baraki w KL Birkenau, w których w latach 1943–1944 mieścił się obóz kwarantanny dla mężczyzn

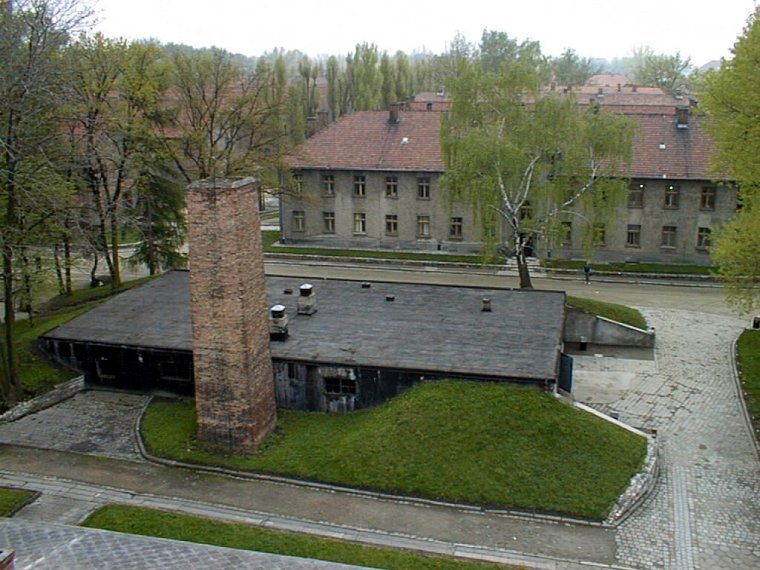
Częściowo odbudowane krematorium w byłym obozie Auschwitz I

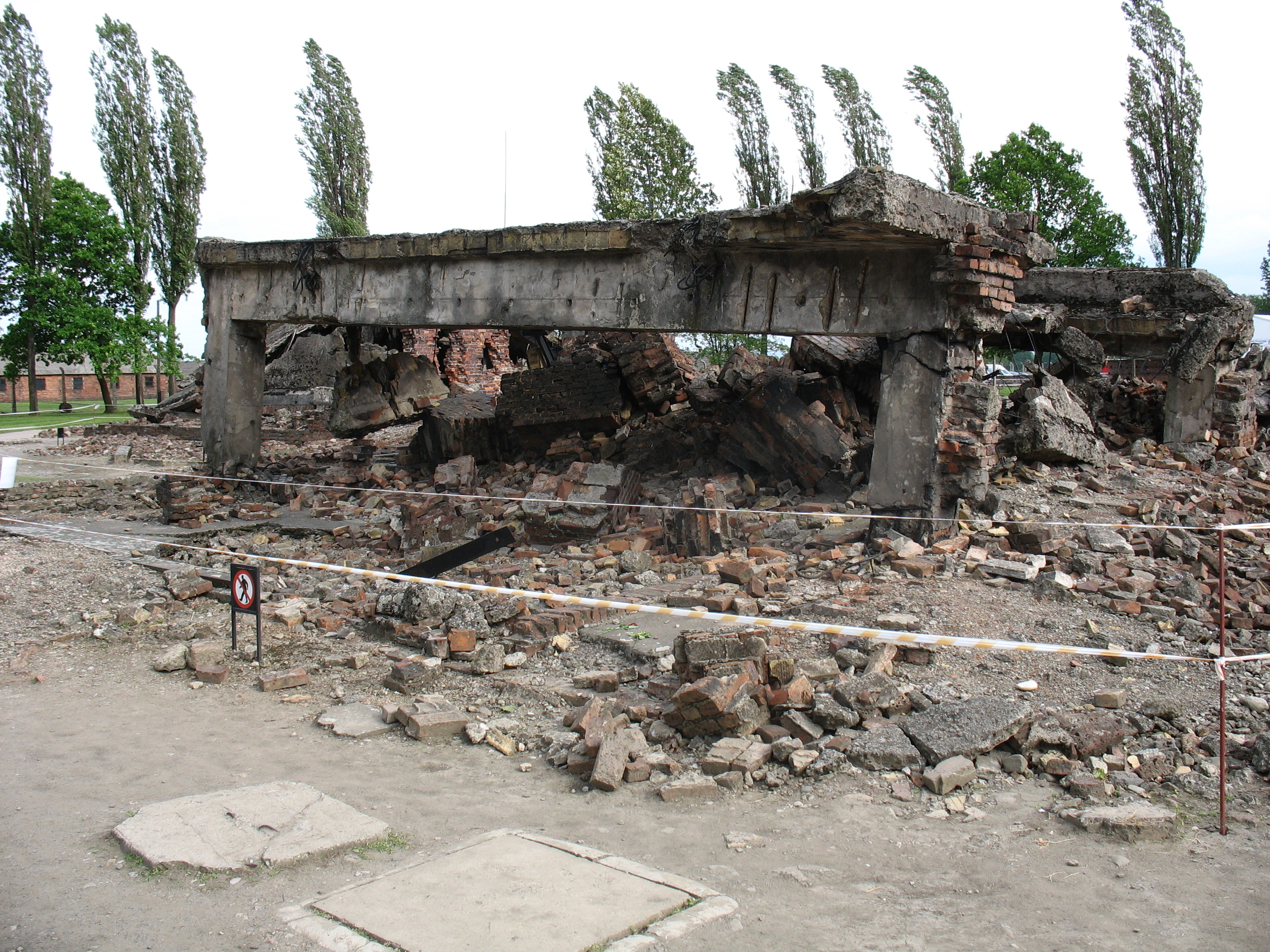
Ruiny wysadzonego w 1945 przez Niemców krematorium w Birkenau

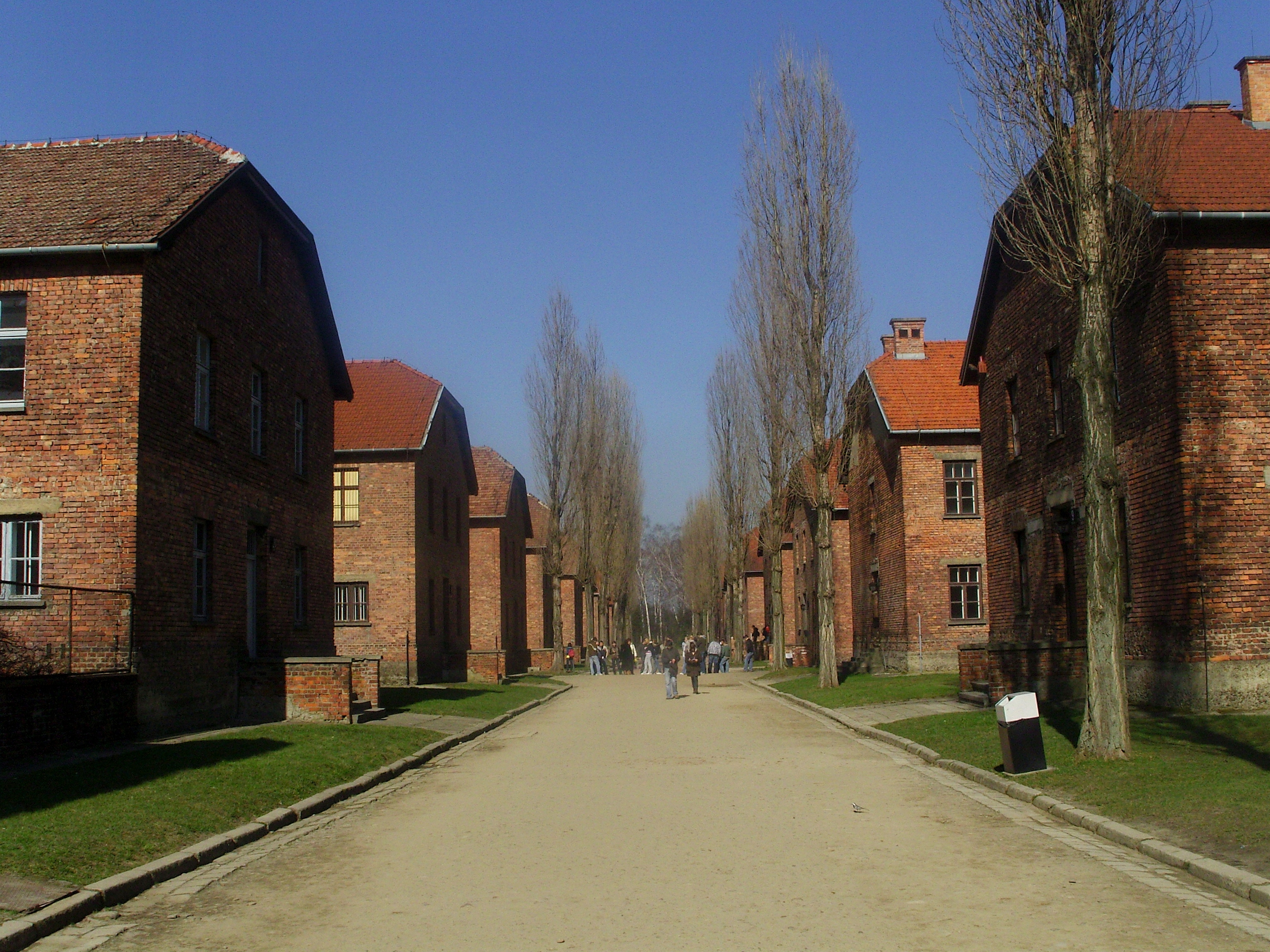
Bloki w Auschwitz I

### Osądzenie oprawców
Pomimo procesu norymberskiego olbrzymia większość oprawców nie została doprowadzona przed trybunały. Szacuje się, że w całym kompleksie niemieckich obozów pracowało z wolnej stopy około 70 000 osób (głównie SS i gestapo). Po wojnie osądzono około 1700 osób, czyli 2,5% z nich. Z załogi obozu Auschwitz, liczącej około 6500–8000 esesmanów, do jakiejkolwiek odpowiedzialności pociągnięto nie więcej niż 750 osób, z czego 673 sądzonych było w Polsce.
16 kwietnia 1947, po procesie, odbyła się na terenie Auschwitz I pokazowa, publiczna egzekucja byłego pierwszego komendanta obozu, Rudolfa Hößa – został on powieszony na szubienicy wybudowanej obok pierwszej komory gazowej. Szubienicę zachowano następnie pro memoria.
W dniach 24 listopada-22 grudnia 1947 w Krakowie przed Najwyższym Trybunałem Narodowym odbył się Pierwszy proces oświęcimski 40 byłych członków załogi obozu. W dniach 20 grudnia 1963 – 10 sierpnia 1965 przed zachodnioniemieckim sądem we Frankfurcie nad Menem odbył się Drugi proces oświęcimski.

## Obozy przejściowe dla Niemców
Po wyzwoleniu obozu NKWD utworzyło na jego terenie dwa obozy przejściowe dla jeńców niemieckich. Pierwszy powstał na terenie macierzystego obozu Auschwitz na wiosnę 1945 r. i nazwany był łagrem 22, przebywali w nim jeńcy niemieccy. Drugi – nazywany łagrem 78 – funkcjonował w dawnym niemieckim obozie Auschwitz II-Birkenau, więziono w nim osoby cywilne z Górnego Śląska i Podbeskidzia. Były to obozy przejściowe przed wysłaniem uwięzionych do łagrów w głąb ZSRR. Pierwszy funkcjonował przypuszczalnie do jesieni 1945, natomiast drugi do wiosny 1946. W obu obozach mogło przebywać przynajmniej 25 tys. osób. Ich komendantem był sowiecki pułkownik o nazwisku Masłobojew. Ponadto w Oświęcimiu istniał obóz Urzędu Bezpieczeństwa Publicznego, który został utworzony niedaleko dworca kolejowego w Oświęcimiu na terenie byłego „Gemeinschaftslagru”. Trzy zachowane do dzisiaj bloki, które wchodziły kiedyś w jego skład, są położone w połowie drogi między muzeum Auschwitz a Birkenau. W usytuowanych obok pięciu drewnianych barakach powstał obóz, w którym komunistyczne władze polskie umieszczały osoby podejrzane o członkostwo w NSDAP, Hitlerjugend i BDM oraz niemieckich cywilów, Volksdeutschów oraz Górnoślązaków, podejrzewanych o brak lojalności wobec Polski. Obóz był dookoła ogrodzony i strzeżony przez wartowników. Więźniowie tego obozu m.in. demontowali urządzenia w zakładach chemicznych w Monowicach, które następnie były wywożone do ZSRR. Obóz został zlikwidowany prawdopodobnie w marcu 1946. Od 20 kwietnia 1945 do lutego 1946 odnotowano tam 144 zgony osób, pochodzących głównie z okolic Bielska-Białej oraz ze Śląska i z Niemiec.

## Muzeum
Następnie rząd polski, na wniosek byłych więźniów, zdecydował się otoczyć opieką Auschwitz I i II oraz na mocy ustawy sejmowej przekształcić je w 1947 w Państwowe Muzeum Auschwitz-Birkenau w Oświęcimiu. Dla tego celu odbudowano niewielką część infrastruktury obozowej.

Uchwała Sejmu Rzeczypospolitej Polskiej z dnia 2 lipca 1947 określała: 

Tereny byłego hitlerowskiego obozu koncentracyjnego w Oświęcimiu wraz z wszelkimi znajdującymi się tam zabudowaniami i urządzeniami zachowuje się po wsze czasy jako Pomnik Męczeństwa Narodu Polskiego i innych Narodów.

Na terenie obozu w 1979, w obecności 500 000 wiernych, papież Jan Paweł II odprawił mszę. Ogłosił wtedy beatyfikację Edyty Stein, zamordowanej w Auschwitz w bunkrze nr 2.
W 1979 tereny byłego obozu w granicach objętych muzeum zostały wpisane na listę światowego dziedzictwa UNESCO. Komitet podjął wówczas decyzję, iż będzie to jedyne miejsce tego typu wpisane na listę, poniekąd w imieniu wszystkich innych miejsc ludobójstwa. Przyjęto wówczas nieczęste kryterium wpisu (kryterium kulturowe VI), wskazujące na ponadczasowe i uniwersalne znaczenie miejsca.
W 1984 niedaleko od obozu I został otwarty klasztor karmelitanek. Wywołało to protesty środowisk żydowskich, co doprowadziło do przeniesienia karmelitanek w 1993. W międzyczasie powstał i trwał do 1999 konflikt o krzyże na oświęcimskim żwirowisku. Ostatecznie pozostał tam tylko jeden krzyż, tzw. papieski, z mszy w 1979. 28 maja 2006 kolejny papież Benedykt XVI, Niemiec, w ramach pielgrzymki do Polski odwiedził teren obozu i modlił się w intencji ofiar Holocaustu. Ze względu na narodowość papieża było to zdarzenie symboliczne.
W 1990 powołano Międzynarodową Radę Muzeum przy ministrze kultury, która została zastąpiona w 2000 przez Międzynarodową Radę Oświęcimską przy Premierze RP.
Podczas obchodów 60. rocznicy wyzwolenia powołano w ramach muzeum Międzynarodowe Centrum Edukacji o Auschwitz i Holokauście.
W końcu XX wieku Państwowe Muzeum Auschwitz-Birkenau (nazwa obowiązująca od 1999) odwiedzało około 600 000 osób rocznie, mniej więcej połowa spoza Polski. W 2006 liczba ta wzrosła do miliona osób, a w 2009 osiągnęła już 1,3 miliona. Odbywają się co roku marsze żywych i inne wydarzenia upamiętniające.
W roku 2009 powstała Fundacja Auschwitz-Birkenau, która od ok. 40 państw, kilku miast i od darczyńców prywatnych zebrała prawie 180 milionów euro. Fundusz ten jest inwestowany, a zyski są przekazywane na rzecz potrzebnych zabiegów konserwatorskich, na które od lat brakowało środków.
W nocy z 17 na 18 grudnia 2009 został skradziony napis „Arbeit macht frei” znad bramy wejściowej do obozu Auschwitz I. Odnaleziono go po dwóch dniach na terenie województwa kujawsko-pomorskiego.

## Prawda o Auschwitz

### Kłamstwo oświęcimskie
Począwszy od końca lat siedemdziesiątych XX w. różne osoby – na ogół powiązane ze skrajną prawicą – negowały liczbę ofiar Auschwitz, masowe uśmiercanie gazem oraz cały proceder zagłady. Poglądy te noszą miano rewizjonizmu bądź negacjonizmu. W wielu krajach – m.in. w Polsce i Niemczech – twierdzenia takie są zakazane i jako tzw. kłamstwo oświęcimskie – penalizowane.

### Materiały źródłowe oraz wspomnienia
Ze względu na wielkość obozu oraz dużą liczbę więźniów zachowało się stosunkowo dużo materiałów źródłowych związanych z obozem. Należą do nich dokumenty administracji: zdjęcia, akta personalne, jak również raporty, wspomnienia oraz pisemne relacje zarówno więźniów, jak też personelu Auschwitz. Pamiętniki w czasie pobytu w obozie pisali komendant SS-Obersturmbannführer Rudolf Höß, a także adiutant komendanta z Auschwitz I SS-Hauptsturmführer Josef Kramer. Swoje wspomnienia oświęcimskie po wojnie spisał także członek obozowego Gestapo SS-Unterscharführer Pery Broad. Opublikowane po wojnie wspomnienia i refleksje byłych więźniów Auschwitz, takich jak Primo Levi, Viktor Frankl, Jean Améry czy Elie Wiesel, są ważnym świadectwem w dyskusji na temat całej Zagłady.
W czasie wojny powstały również materiały oraz raporty wywiadowcze o sytuacji panującej w obozie przygotowane przez samych więźniów należących do obozowej konspiracji. Pierwszą relacją z Oświęcimia była anonimowa, fabularyzowana publikacja wydana konspiracyjnie w 1942 pt. Oświęcim, pamiętnik więźnia, zredagowana przez Halinę Krahelską. Najgłośniejsze dokumenty to Raporty Pileckiego sporządzone przez rotmistrza Witolda Pileckiego oraz raport słowackiego Żyda Rudolfa Vrby, zawierający plany obozu. Ten ostatni wraz z raportami Arnosta Rosina i Czesława Mordowicza (ang. Rosin-Mordowicz report) oraz Jerzego Tabeau włączony został do tzw. Protokołów Auschwitz (ang. Auschwitz Protocols) sporządzonych w latach 1943–1944.

### Problem tzw. „polskich obozów”
Osobnym zagadnieniem jest funkcjonowanie na świecie skrótu myślowego „polskie obozy”, pochodzącego od geograficznego położenia tych konstrukcji hitlerowskich. Słaba znajomość historii obcej i geografii w krajach zachodnich powodowała dość częste występowanie, zwykle w prasie codziennej, stwierdzeń o polskich obozach śmierci czy koncentracyjnych, jak też o polskich nazistach. Sugerowało to, że to Polacy, a nie Niemcy byli sprawcami Holocaustu. Autorzy takich stwierdzeń dowodzili, że stwierdzenie polski jest wyłącznie skrótem myślowym i nie ma na celu wprowadzenia w błąd i oczerniania Polski i Polaków. Zdarzenia takie miały miejsce w Anglii, Francji, dość często w USA, również w Niemczech, w Bułgarii, w Rosji, w Kanadzie, a nawet w publikacjach polskich.
Na przełomie 2004 i 2005, w okresie przygotowań do 60. rocznicy wyzwolenia Auschwitz, rozpoczęto w Polsce społeczno-rządową akcję przeciwko fałszowaniu historii o sprawcach zbrodni w obozach nazistowskich, a wiosną 2006 – kampanię na rzecz zmiany przez UNESCO oficjalnej nazwy obozu na „Były Niemiecki Nazistowski Obóz Koncentracyjny Auschwitz-Birkenau”.
27 czerwca 2007 Komitet Światowego Dziedzictwa UNESCO obradujący w Nowej Zelandii podjął decyzję o zmianie nazwy byłego obozu koncentracyjnego Auschwitz-Birkenau we wpisie na listę Światowego Dziedzictwa. Zgodnie z propozycją przedstawioną wspólnie przez Polskę i Izrael, od 27 czerwca 2007 oficjalna nazwa wpisanego na listę miejsca to: „Auschwitz-Birkenau. Niemiecki nazistowski obóz koncentracyjny i zagłady (1940–1945)”.

### 60. rocznica wyzwolenia obozu
27 stycznia 2005 na terenie niemieckiego nazistowskiego obozu koncentracyjnego Auschwitz-Birkenau odbyła się międzynarodowa uroczystość, upamiętniająca 60. rocznicę wyzwolenia go przez Armię Czerwoną. Blisko 40 państw reprezentowanych było przez królów, prezydentów i premierów, w tym prezydenta Aleksandra Kwaśniewskiego, prezydenta Moszego Kacawa (Izrael), prezydenta Władimira Putina (Rosja), prezydenta Jacques’a Chiraca (Francja), prezydenta Horsta Köhlera (Niemcy), wiceprezydenta Dicka Cheneya (USA), prezydenta Wiktora Juszczenkę (Ukraina), królową Beatrycze (Holandia). Papieża Jana Pawła II reprezentował arcybiskup Paryża, kardynał Jean-Marie Lustiger. Było to największe zgromadzenie głów państw i szefów rządów w historii Polski.

### 70. rocznica wyzwolenia obozu
27 stycznia 2015 odbyły się obchody wyzwolenia, zorganizowane w ogromnym namiocie postawionym na przedpolu Birkenau, zawierającym w sobie – jako główne tło – Bramę Śmierci. Uczestniczyło w nim około 300 ocalałych oraz delegacje 48 państw reprezentowanych przez najwyższe władze (w tym liczne głowy koronowane, prezydenci i premierzy), a także delegacje wielu instytucji i miejsc pamięci z całego świata. Specjalny film na tę okazję został przygotowany przez Stevena Spielberga. Transmisję na żywo obchodów oglądało w 250 kanałach TV ponad pół miliarda ludzi, a artykuły w mediach pisanych dotarły do ponad 1,75 miliarda osób, co sprawiło, że wedle wielu komentatorów było to największe upamiętnienie w historii.

### 75. rocznica wyzwolenia obozu

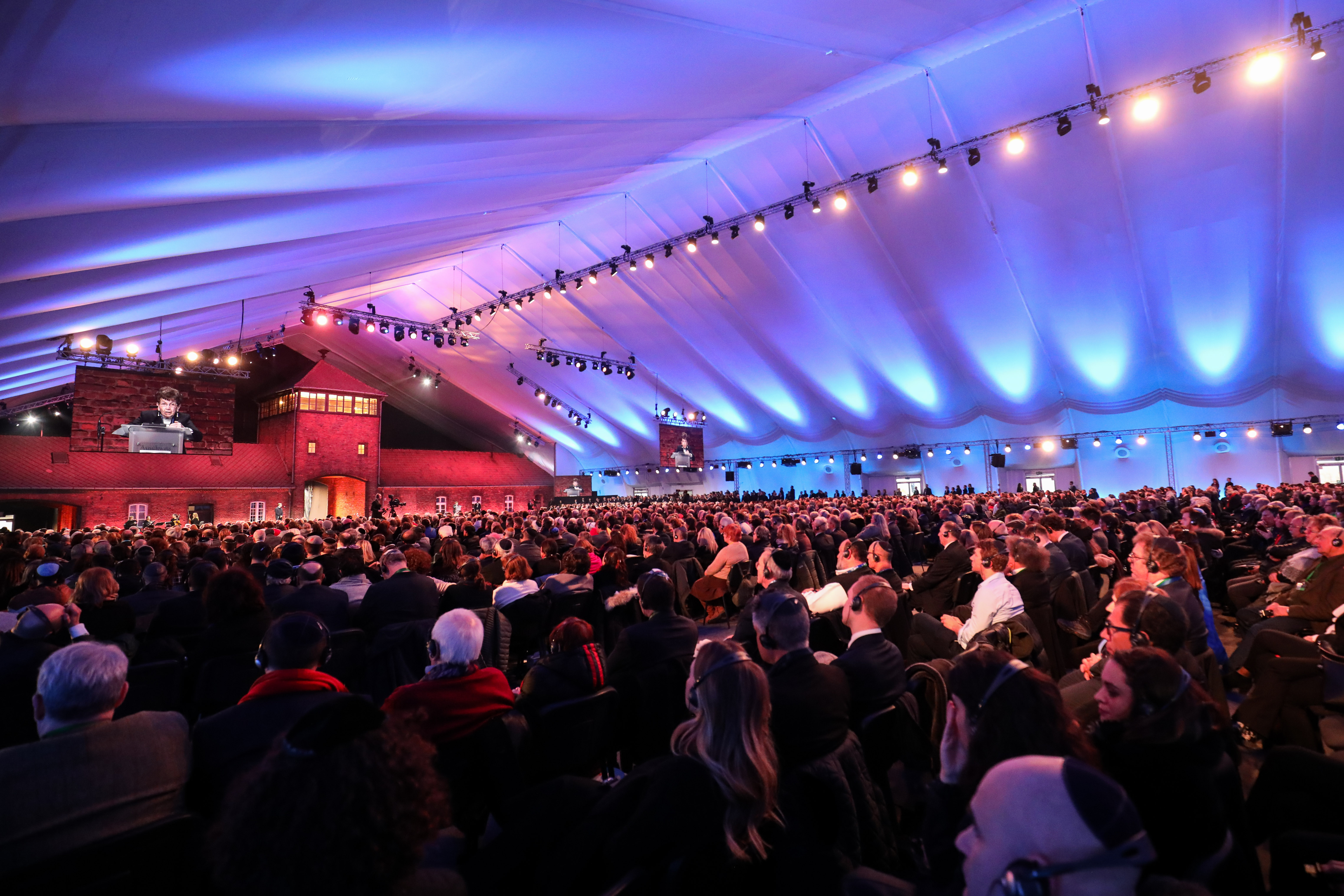
Obchody 75. rocznicy wyzwolenia Auschwitz (2020).

27 stycznia 2020 na przedpolu Bramy Śmierci odbyły się ponownie w ogromnym namiocie obchody, w których uczestniczyło ponad 200 byłych więźniów oraz przywódcy i oficjalni przedstawiciele ponad 50 państw, a także różnych organizacji międzynarodowych.

### 80. rocznica wyzwolenia obozu
27 stycznia 2025 na przedpolu Bramy Śmierci odbyły się ponownie w ogromnym namiocie obchody.